# Liste der Baudenkmale in Schöningen
In der Liste der Baudenkmale in Schöningen sind die Baudenkmale der niedersächsischen Stadt Schöningen aufgelistet. Der Stand der Liste ist der 18. Dezember 2022. Die Quelle der Baudenkmale ist der Denkmalatlas Niedersachsen.

## Allgemein
In den Spalten befinden sich folgende Informationen:
- Lage: die Adresse des Baudenkmales und die geographischen Koordinaten. Kartenansicht, um Koordinaten zu setzen. In der Kartenansicht sind Baudenkmale ohne Koordinaten mit einem roten Marker dargestellt und können in der Karte gesetzt werden. Baudenkmale ohne Bild sind mit einem blauen Marker gekennzeichnet, Baudenkmale mit Bild mit einem grünen Marker.
- Bezeichnung: Bezeichnung des Baudenkmales
- Beschreibung: die Beschreibung des Baudenkmales. Unter § 3 Abs. 2 NDSchG werden Einzeldenkmale und unter § 3 Abs. 3 NDSchG Gruppen baulicher Anlagen und deren Bestandteile ausgewiesen.
- ID: die Objekt-ID des Baudenkmales
- Bild: ein Bild des Baudenkmales, ggf. zusätzlich mit einem Link zu weiteren Fotos des Baudenkmals im Medienarchiv Wikimedia Commons. Wenn man auf das Kamerasymbol klickt, können Fotos zu Baudenkmalen aus dieser Liste hochgeladen werden:

## Esbeck

### Gruppe: Alte Kirchstraße 4
Die Gruppe hat die ID: 32631046. Kleine offene Hofanlage mit Wohnhaus und Wirtschaftsgebäude der Zeit um 1800 in regional typischer Fachwerkbauweise, leicht hinter einem Vorgarten zurückgesetzt.

| Lage                                           | Bezeichnung        | Beschreibung | ID       | Bild |
| ---------------------------------------------- | ------------------ | --- | -------- | ---- |
| Alte Kirchstraße 4 52° 9′ 31″ N, 10° 57′ 48″ O | Wohnhaus           | Zweigeschossiges Fachwerkhaus auf Natursteinsockel unter Satteldach. Nördliche Fassade im EG in Natursteinmauerwerk mit Natursteingewänden. Eingang zur Südseite, symmetrisches Fachwerkgefüge mit zweifeldigen Streben mit im Süden Ziegelsichtausfachung, Nord- und Westseite mit Putzausfachung. Die Naturstein-Nordwand stammte wohl vom 1784 abgebrannten Vorgängerbau. | 32669434 | BW   |
| Alte Kirchstraße 4 52° 9′ 31″ N, 10° 57′ 47″ O | Wirtschaftsgebäude | Zweigeschossiger Eichenfachwerkbau auf Natursteinsockel unter Satteldach in Krempziegeldeckung. Im EG auf der Süd- und Ostseite eine spätere Ziegelunterfangung, im südlichen OG rote Ziegelsichtausfachung, sonst verputzte Lehmstakung. Südgiebeldreieck in Ziegelbehang, im hofseitigen OG Galerie mit Andreaskreuzen sowie Außentreppe in Eichenholz.                    | 32677987 | BW   |

### Gruppe: Burg Esbeck
Die Gruppe hat die ID: 32631046. Die frühere Burg Esbeck ist eine Gutsanlage auf dem ovalen Plateau einer Burganlage, umgeben von einem bis 14 m breiten Wassergraben und Mauereinfriedung aus Natursteinmauerwerk, an der Burgseite weitestgehend gestützt. Östliche tonnengewölbte Bogenbrücke. Herrenhaus mit Bauphasen des 16.–19. Jh. sowie um die Hoffläche polygonal am Plateaurand angelegten Wirtschafts- und Nebengebäuden des 19. Jh.  Östlich ein Gutspark.

| Lage                               | Bezeichnung        | Beschreibung | ID       | Bild |
| ---------------------------------- | ------------------ | --- | -------- | ---- |
| Burg 1 52° 9′ 41″ N, 10° 57′ 24″ O | Mauer              | Natursteinmauer mit Abdeckplatten. Im östlichen Teil Abgrenzung des Burgbereiches zum Graben, im westlichen Bereich Abgrenzung der Parkanlage. Im Mauerwerk sind repräsentative stilalternierende Toranlagen eingelassen, mit skulptural hervorgehobenen Pfeilern und gusseisernen Torflügeln. | 32669628 | BW   |
| Burg 1 52° 9′ 41″ N, 10° 57′ 27″ O | Park               | | 32669594 | BW   |
| Burg 1 52° 9′ 41″ N, 10° 57′ 30″ O | Wirtschaftsgebäude | Polygonal abgeknickte, giebelseitig geschlossen angefügte Wirtschaftsgebäude aus geschlemmten Kalksteinmauerwerk unter Satteldächern, an der Graft am Rand des Burgplatzes verlaufend. Nordöstlicher Flügel mit großen Korbbogentordurchfahrten, freistehende Giebelseite in Fachwerk. Westlich mittiger Gebäudeteil ein wenig höher mit Drempel, dort Schiebetore mit geradem Sturz sowie achsenmittig Ladestock und Ladeerker in Fachwerk, flankiert von zahlreichen Dachgauben. Südwestlich Stallflügel mit Schiebetoren und Ladeluken. Wirtschaftsöffnungen alle weitestgehend verändert, spätere Mauerwerksveränderungen in Ziegelstein. Zur Graft hin hohe Natursteinsockel mit Widerlagern. | 32669577 | BW   |
| Burg 1 52° 9′ 40″ N, 10° 57′ 32″ O | Hoffläche          | Innenhof mit Natursteinpflasterung, Rasenfläche und Baumbestand. | 32692090 | BW   |
| Burg 1 52° 9′ 40″ N, 10° 57′ 33″ O | Wohnhaus           | Frühere Burg Esbeck. Gebäude auf winkelförmigen Grundriss. Dreigeschossiger teilunterkellerter Bau, im EG massiv mit verputzten Bruchsteinmauerwerk, OGs in verkleideter und verputzter Fachwerkkonstruktion unter Schopfwalmdach in Krempziegeldeckung. Mittelrisalit vom Frontispitz mit herrschaftlichen Oculus mit Stuckverzierung überfangen. Im zweiten Geschoss ein lichter Sall mit Stuckverzierung von 1720. Durchfahrt (Tonnengewölbe) zum Wirtschaftshof, über dem Burgtor ein Wappenstein mit Inschrift und der Datierung „1550“, im Sockelgeschoss ein Stein mit der Jahreszahl „1591“. Rückwärtiger Ostflügel mit mittigen Risalit. Zur südlichen Seite Eingang mit Windfang und Torflügeln mit Maßwerkspässen. Über dem Burgtor ein zweigeschossiger Verbindungsbau mit aufwendiger neogotischer Verglasung. Nordflügel auf Kalkstein-Kellersockel in Sichtfachwerk mit Fußstrebenpaaren, mittig ein schmuckvoller Balkon/Veranda-Risalit in Holzkonstruktion, darüber ein mit Stuckgirlanden gezierter Dreiecksgiebel. | 32669550 |      |
| Burg 1 52° 9′ 40″ N, 10° 57′ 34″ O | Brücke             | Bogenbrücke an der Zufahrt zur Burg. Bauwerk aus Elmkalksteinmauerwerk mit zwei nebeneinanderliegenden Tonnengewölben, Naturstein-Pflasterung und –Bordsteine. Brüstungen mit je 5 quadratischen, nach oben hin verjüngenden und mit Abdeckplatten versehenen Natursteinpfeilern, dazwischen ein Eichen-Handlauf. | 32669611 | BW   |
| Burg 4 52° 9′ 40″ N, 10° 57′ 35″ O | Wohnhaus           | Freistehendes Wohnhaus außerhalb der kreisförmigen Burganlage östlich des Burggrabens. Eingeschossiger Fachwerkbau auf hohem Natursteinsockel unter Schopfwalmdach in Krempziegeldeckung. Nördlicher Zugang hinter Natursteintreppe, Fachwerkgefüge mit zweifeldigen Streben sowie verputzter Ausfachung. Achsenmittige Zwerchhäuser an den Traufseiten, Seitenwangen in Ziegelbehang. | 32669647 | BW   |

### Gruppe: Kirchhof Esbeck
Die Gruppe hat die ID: 32631082. Historischer Ortskern mit einer spätmittelalterlichen Pfarrkirche sowie dem Pfarrhof mit Pfarrhaus und Einfriedung von um 1876/78.

| Lage                                      | Bezeichnung | Beschreibung | ID       | Bild           |
| ----------------------------------------- | ----------- | --- | -------- | -------------- |
| Hauptstraße 8 52° 9′ 32″ N, 10° 57′ 53″ O | St. Andreas | Im Kern gotischer Saalbau über rechteckigem Grundriss in Natursteinmauerwerk mit Werksteineinfassungen unter Satteldach mit Ostabwalmung und Westturm. Gerader Chorschluss mit einem Dachhaus. Zur Südseite hin Strebepfeiler mit Kaffgesimsen, an der Nordseite Portal mit überstabten Spitzbogen, Holztüre unter Schulterbogensturz, im Tympanon Oberlicht mit Bleiverglasung. Am Langhaus durchgängig Spitzbogenfenster. Westturm mit einem geohrten Westeingang, darüber ein profilierter Rundbogen mit lateinischer Inschrift. Im Turmschaft Lichtfenster sowie spitzbogige Schallarkaden, kupfergedeckter Knickhelm mit Turmuhr, Knauf und Wetterfahne. Sakristei auf Nordseite mit Kreuzrippengewölbe, außen spätgotisches Kreuzigungsrelief aus Sandstein, barocker Hochaltar. Über dem Schiff eine Holztonnenkonstruktion mit angehefteten Rippen und Gurten sowie zweigeschossige Emporen. Baubeginn des Westturm laut Inschrift 1432, die Glocke aus 1443. Im UG des Turms 1767 Gruft derer von Hoym eingerichtet und nach der Erlöschung der Familie verschlossen. | 32669740 | Weitere Bilder |
| Hauptstraße 8 52° 9′ 32″ N, 10° 57′ 54″ O | Wohnhaus    | Zweigeschossiger roter Ziegelbau auf Natursteinsockel unter Satteldächern. Gebäudefassaden durch vorkragende Mittelrisalite hervorgehoben, zum Westen in neogotische Formen überhöhter Haupteingang, im Zwerchhaus Schriftbanderolen in den Brüstungsfeldern und Ziegelziersetzungen im Giebelfeld. Die übrigen Risalite durch neogotische Ziersetzungen in Giebelfeldern betont, Durchfensterung mit Segmentbogen sowie glasierten Ziegeln, südöstlich Veranda mit spitzbogigen Arkadengang auf Konsolen mit Teilungsäule und Treppenabgang aus Sandstein. Auf Nordseite turmartiger Ausbau. | 32669921 | BW             |
| Hauptstraße 8 52° 9′ 33″ N, 10° 57′ 54″ O | Stall       | Eingeschossiger Stallflügel als Ziegelbau unter einseitig halb abgewalmten Satteldach mit Aufschieblingen. Fassadengliederung durch Blendwerk, Traufe mit Konsolfries. Südliches Giebelfeld mit Ladeluke, nördliche Traufseite mit Zugang. | 32668835 | BW             |
| Hauptstraße 8 52° 9′ 33″ N, 10° 57′ 55″ O | Einfriedung | Einfriedung des Pfarrhofes mit roter Ziegelsteinmauer mit Pilastergliederung und Pfannendeckung auf den Mauerkronen. | 32693190 | BW             |

### Gruppe: Warberger Straße 8, 10
Die Gruppe hat die ID: 32631105. Zwei stattliche und regionaltypische vierseitige Hofanlagen in teils Massiv- und teils Fachwerkbauweise mit Wohn- und Wirtschaftsgebäuden der zweiten Hälfte des 19. Jh.

| Lage                                            | Bezeichnung        | Beschreibung | ID       | Bild |
| ----------------------------------------------- | ------------------ | --- | -------- | ---- |
| Warberger Straße 8 52° 9′ 38″ N, 10° 57′ 48″ O  | Wohnhaus           | Zweigeschossiger Massivbau in wilhelminischen Stil mit gelben Ziegelverblendern auf hohem Naturstein-Werksteinsockel als Souterraingeschoss unter Walmdach in Betondachpfannendeckung. Weit ausladendes umlaufendes Traufgesims (dreifach vorkragende Zierkonsolen, Zwischenfelder mit Rosettenmotiv in Putz), stark profilierte und ornamentierte Putzfaschen und Fensterverdachungen. Zur Straßenfront breite dreiachsige Mittelbetonung durch Pilaster und Fensterverdachungen. Brüstungsfelder im EG-Mittelteil mit Rosettendekor, auf Westseite Zinkblechbehang bis zum Sockel. | 32669868 | BW   |
| Warberger Straße 8 52° 9′ 39″ N, 10° 57′ 47″ O  | Wirtschaftsgebäude | | 32668618 | BW   |
| Warberger Straße 8 52° 9′ 40″ N, 10° 57′ 48″ O  | Wirtschaftsgebäude | Kornboden und Wagenremiese: zweigeschossiger Bau mit EG in Naturstein und OG in Fachwerk in roter Ziegelausfachung unter Satteldach in Krempziegeldeckung. Zwei Durchfahrten zum nördlich gelegenen Hof. | 32668933 | BW   |
| Warberger Straße 8 52° 9′ 40″ N, 10° 57′ 50″ O  | Scheune            | | 32669069 | BW   |
| Warberger Straße 10 52° 9′ 39″ N, 10° 57′ 46″ O | Wohnhaus           | Zweigeschossiges Fachwerkhaus, mit Rauputz verputzt, auf Natursteinsockel unter Schopfwalmdach in Krempziegeldeckung. Achsenmittiger Frontispitz auf der Südseite über Eingang, dort eine zweiläufige Eingangstreppe mit Podest und Überdachung auf verzierten Gusseisenstützen, dahinter eine alte Haustür mit Zierrat und Füllung. Putzbänderung gliedert die Fassade, profilierte Holzeinfassungen an sämtlichen Südfenstern, Fenster in ursprünglicher Form mit Kämpfer. Hinter dem Wohnhaus Garten.                                                                             | 32669885 | BW   |
| Warberger Straße 10 52° 9′ 40″ N, 10° 57′ 45″ O | Scheune            | Zweigeschossiger hoher Fachwerkbau mit zum Teil Naturstein- und Ziegelausfachung auf Natursteinsockel unter Schopfwalmdach in Krempenziegeldeckung mit diversen Toren und Luken und einer großen Durchfahrt von Süden aus. | 32678021 | BW   |
| Warberger Straße 10 52° 9′ 39″ N, 10° 57′ 46″ O | Stall              | | 32668635 | BW   |
| Warberger Straße 10 52° 9′ 39″ N, 10° 57′ 47″ O | Remise             | Zweigeschossiger Fachwerkbau mit Naturstein- und Ziegelausfachung auf Natursteinsockel unter Schopfwalmdach in Krempziegeldeckung. Galerie mit Holzziergeländer im hofseitigen OG, unterhalb der Galerie drei große Tore mit segmentbogenförmigen Sturzbalken. | 32668950 | BW   |
| Warberger Straße 10 52° 9′ 39″ N, 10° 57′ 47″ O | Werkstatt          | Eingeschossiger, nördlich an die Remise anschließender Fachwerkbau mit verputzter Naturstein- und Klinkerausfachung auf Natursteinsockel unter Satteldach in Krempziegeldeckung. Hofseitig ein größeres Eingangstor. Als Zwischenbau zum Wohnhaus ein eingeschossiger Massivbau unter Flachdach mit Dachaustritt. | 32669086 | BW   |

### Baudenkmale (Einzeln)
| Lage                                            | Bezeichnung                  | Beschreibung | ID       | Bild |
| ----------------------------------------------- | ---------------------------- | --- | -------- | ---- |
| Alte Kirchstraße 8 52° 9′ 31″ N, 10° 57′ 43″ O  | Wohnhaus                     | Zweigeschossiger Eichenfachwerkbau auf Natursteinsockel unter nach Westen abgewalmten Satteldach. Fachwerkgefüge im östlichen ehemaligen Wirtschaftsteil in Ständerfachwerk, in westlichen Wohnteil in Stockwerkszimmerung, dort Fachwerkgefüge im EG mit gekuppelten Ständern, im OG gebogene Streben, Gebälk als Profilgesims ausgebildet, Ausfachung mit Lehmsteinen und Putz. Auf dem südlichen Schwellriegel Inschrift. | 32669451 | BW   |
| Alte Kirchstraße 13 52° 9′ 30″ N, 10° 57′ 44″ O | Kapelle                      | Holzlager (ehem. Kapelle): eineinhalbgeschossiger Natursteinbau (alte Außenwände sind erhalten) auf rechtwinkligem Grundriss unter neuem Satteldach in Krempziegeldeckung. Je zwei schmale romanische Fenster mit schräger Fensterlaibung auf Süd- und Nordseite, auf letzterer erhaltener Rundbogeneingang, mit Natursteingewänden und Schlussstein. Der niedrige Innenraum hat eine Holzdecke, die neben der Auflage der Außenwände von Holzpfeilern getragen wird. | 32669470 | BW   |
| Alte Kirchstraße 23 52° 9′ 31″ N, 10° 57′ 40″ O | Wohnhaus                     | Zweigeschossiger Fachwerkbau auf Natursteinsockel unter Satteldach in Ziegelpfannendeckung. Fachwerkgefüge mit gebogenen und mit K-Streben, Stockwerkszimmerung mit südlich leicht vorkragendem Obergeschoss, dort ein mit Füllhölzern bestücktes und profiliertes Gebälk sowie Fußstrebenpaare in den Brüstungsfächern. Zur Westseite neuer Wohnhausbau, Ostgiebel in Ziegelpfannenbehang. | 32669489 | BW   |
| Am Barberg 6 52° 9′ 37″ N, 10° 57′ 36″ O        | ehem. Schäferhof Burg Esbeck | Eingeschossiger Fachwerkbau unter Schopfwalmdach mit Fledermausgaube. Fachwerkgefüge mit verputzter Ausfachung, rückwärtige Traufseite massiv erneuert. Erbaut um 1800. | 32669664 | BW   |
| Hauptstraße 52° 9′ 45″ N, 10° 57′ 55″ O         | Kapelle                      | Massiver Natursteinbau auf Natursteinsockel und annähernd quadratischem Grundriss unter Satteldach in Schiefereindeckung. Eingang in Spitzbogenform auf Ostseite durch Vorbau mit Giebelabschluss und zwei Seitenpfeilern markiert und über rote Buntsandsteintreppe zugänglich (alte Holzeingangstür), alle Fenster in Spitzbogenform, aus Eisen zum Teil mit farbiger Verglasung und mittiger Pfeilerunterteilung. Gewände und Fensterpfeiler aus Backsteinen gefertigt sowie Sandstein-Imitation durch Verputz. An allen Gebäudeecken schräggestellter, abgestufter Strebepfeiler aus Naturstein. Im Giebeldreieck auf Westseite Zierquadrat aus roten, kleinformatigen Backsteinen. | 32669684 | BW   |
| Hauptstraße 52° 9′ 45″ N, 10° 57′ 55″ O         | Kriegerdenkmal               | | 32669704 |      |
| Hauptstraße 52° 9′ 43″ N, 10° 57′ 54″ O         | Kriegerdenkmal               | | 32669722 |      |
| Helle 3 52° 9′ 32″ N, 10° 57′ 31″ O             | Wohnhaus                     | Zweigeschossiges Querdielenhaus als Fachwerkbau in Stockwerksbauweise auf Natursteinsockel unter Schopfwalmdach in Krempziegeldeckung. Fachwerkgefüge mit zweifeldigen Streben und verputzter Ziegelausfachung. Ostgiebeldreieck mit Ziegelbehang, hofseitiger Zugang. | 32669778 | BW   |
| Südwinkel 2 52° 9′ 30″ N, 10° 57′ 40″ O         | Wohnhaus                     | Giebelständiger, zweigeschossiger Fachwerkbau auf Natursteinsockel unter Satteldach. Symmetrisches Fachwerkgefüge mit zweifeldigen Streben und verputzter Ziegelausfachung. Ostgiebeldreieck in Ziegelbehang. | 32669830 | BW   |
| Warberger Straße 6 52° 9′ 38″ N, 10° 57′ 50″ O  | Wohnhaus                     | Zweigeschossiges Fachwerkhaus auf Natursteinsockel unter Satteldach in Krempziegeldeckung. Nord- und Südfassade im EG in rotem Ziegelmauerwerk, südlich eine außermittige Eingangstür. OG über als Profilband ausgestaltetem Gebälk. Brüstungsfächer mit Fußstrebenpaaren, seitliche Aussteifung durch K-Streben, Ausfachung mit verputzten Lehmsteinen. Nordseite ohne Vorkragung mit schlichten symmetrischen Fachwerk und Ziegelsichtausfachung. Östliche Giebelseite in Ziegelsichtfachwerk und Ziegelpfannenbehang im OG und Giebelfeld. | 32669849 | BW   |
| Wiesenweg 1 52° 9′ 34″ N, 10° 57′ 54″ O         | Schule                       | Zweigeschossiger Fachwerkbau auf hohem verputztem Natursteinsockel unter Satteldach in Ziegelpfannendeckung, mit westlichen Schopfwalm. Symmetrisches Fachwerkgefüge mit dreifeldigen Streben sowie verputzter Ziegel-/ Lehmsteinausfachung, zur Südseite ein achsenmittiger Hauptzugang hinter Freitreppe mit Hochpodest. Westgiebel mit Ziegelbehang. Rückwärtig ein eingeschossiger Ziegelanbau unter Pultdach mit Eingang auf Hofseite. | 32669902 | BW   |

## Hoiersdorf

### Gruppe: Hofanlage Am Scheberg 5
Die Gruppe hat die ID: 32631131.

| Lage                                      | Bezeichnung        | Beschreibung | ID       | Bild |
| ----------------------------------------- | ------------------ | --- | -------- | ---- |
| Am Scheberg 5 52° 7′ 33″ N, 10° 56′ 52″ O | Wohnhaus           | Zweigeschossiger, unterkellerter Massivbau mit gelben Ziegelmauerwerk auf Naturstein-Werksteinsockel unter Walmdach. Profilierte Fenstereinfassungen und Gesimse aus Sandstein, die die Fassade horizontal in drei Zonen gliedern. Unterhalb des Traufgesimses umlaufender Zahnschnitt. Vorgelagerte repräsentative Eingangstreppe mit konvexen Stufen aus rotem Buntsandstein und Treppenwangen aus Werkstein. | 32670007 | BW   |
| Am Scheberg 5 52° 7′ 34″ N, 10° 56′ 53″ O | Wirtschaftsgebäude | Nördlicher Wirtschaftsflügel mit Schaf- und Schweinestall sowie westlichen Wohnanbau (ehem. Melkerwohnhaus). Eineinhalbgeschossiger Natursteinbau unter Satteldach. Achsenmittiger hofseitiger Ladeerker, zahlreiche Wirtschaftsöffnungen, Fenster mit Segmentbögen sowie roter Ziegelsetzung. | 32669119 | BW   |

### Gruppe: Hofanlage Am Winkel 9
Die Gruppe hat die ID: 32631167

| Lage                                    | Bezeichnung | Beschreibung | ID       | Bild |
| --------------------------------------- | ----------- | --- | -------- | ---- |
| Am Winkel 9 52° 7′ 31″ N, 10° 56′ 42″ O | Wohnhaus    | Zweigeschossiger, unterkellerter, verputzter Massivbau mit Natursteinsockel unter Satteldach in Ziegelpfannendeckung. Fünfachsige Schauseite mit Segmentbogenfenstern und achsenmittiger Eingangstür, im OG scheitrechte Fenstern bis auf das mittige in Rundbogen, klassizistische Einfassungen mit Überdachungen. Profilierte Einfassungen und gekuppelte Sohlbänke im EG. Fenster mit Klappläden. Südfassade mit vorgelagerter Haupteingangstreppe mit Podest in Halbrodell mir Zierbepflanzung. Eingang und flankierende Fenster mit Rundbögen, die übrigen Fenster scheitrecht, teils mit Klappläden. Nebeneingang (Kücheneingang) auf Ostseite, symmetrische Fensteranordnung auf den Giebelseiten. Im Giebeldreieck zwei paarweise angeordnete kleine Rundbogenfenster. Im Inneren original erhaltene Treppe, teils kunstvoll verglaste wie auch klassizistisch profilierte Holztüren und ein Kachelofen. | 32670084 | BW   |
| Am Winkel 9 52° 7′ 31″ N, 10° 56′ 41″ O | Stall       | Eingeschossiger Natursteinbau mit Ziegelsegmentbögen über Tür- und Fensteröffnungen unter Satteldach, hofseitige Ladeerker. Nördlich durch Brandgiebel abgetrennt eine Waschküche und Kornboden. | 32668516 | BW   |

### Gruppe: Hofanlage Dorfstraße 4
Die Gruppe hat die ID: 32631180. Regionaltypischer geschlossener Vierseithof mit Wohn- und Wirtschaftsgebäuden des 18. und 19. Jh., in Fachwerkbauweise errichtet.

| Lage                                     | Bezeichnung        | Beschreibung | ID       | Bild |
| ---------------------------------------- | ------------------ | --- | -------- | ---- |
| Dorfstraße 4 52° 7′ 36″ N, 10° 56′ 39″ O | Wohnhaus           | Zweigeschossiger Fachwerkbau auf verputztem Natursteinsockel unter Satteldach in Ziegelpfannendeckung. Fachwerkgefüge mit zweifeldigen Streben und teils K-Streben sowie mit verputzter Ziegelausfachung. Nordseite massiv ersetzt und verputzt, im OG Putz mit Fugenschnitt. | 32670101 | BW   |
| Dorfstraße 4 52° 7′ 36″ N, 10° 56′ 39″ O | Scheune            | Zweigeschossiger Fachwerkbau auf Natursteinsockel unter hohem Satteldach in Ziegelpfannenbehang mit gleicher Trauf- und auf der Südseite Firsthöhe wie Wohnhaus, zur nordöstlichen und südlichen Seite abgewalmt. Fachwerkgefüge mit Ziegelausfachung, Tordurchfahrt zur Straße mit Inschrift im Torsturzbalken im nördlichen Gebäudeteil. Südlich Vordach als Holzkonstruktion. | 32677919 | BW   |
| Dorfstraße 4 52° 7′ 35″ N, 10° 56′ 38″ O | Stall/Remise       | Zweigeschossiger Fachwerkbau mit verputzter Lehmsteinausfachung unter Satteldach in Krempziegeldeckung, niedrigere Trauf- und Firsthöhe zur Scheune. Im EG teilweise Ziegelunterfangung. | 32668533 | BW   |
| Dorfstraße 4 52° 7′ 36″ N, 10° 56′ 38″ O | Stall              | Zweigeschossiger Fachwerkbau mit Galerie im OG, massiv im EG mit Betonsteinen unterfangen unter Satteldach in Pfannendeckung mit südlicher Abwalmung. Der nördliche Gebäudeteil ohne Galerie hat eine höhere First- und Traufhöhe und im EG mit Ziegeln massiv ersetzt. | 32668669 | BW   |
| Dorfstraße 4 52° 7′ 36″ N, 10° 56′ 38″ O | Wirtschaftsgebäude | | 32668984 | BW   |

### Gruppe: Hofanlage Dorfstraße 6
Die Gruppe hat die ID: 32631192. Dreiseitige Hofanlage mit Wohn- und Wirtschaftsgebäuden der ersten und zweiten Hälfte des 19. Jh.

| Lage                                     | Bezeichnung | Beschreibung | ID       | Bild |
| ---------------------------------------- | ----------- | --- | -------- | ---- |
| Dorfstraße 6 52° 7′ 35″ N, 10° 56′ 40″ O | Stall       | Zweigeschossiger Fachwerkbau unter Satteldach in Krempziegeldeckung. Östlich Ziegelsichtfassade mit einem großen Schiebetor und zwei Türen - auf der Westseite keinerlei Öffnungen. | 32668567 | BW   |
| Dorfstraße 6 52° 7′ 35″ N, 10° 56′ 42″ O | Stall       | Zweigeschossiges Gebäude mit Natursteinerdgeschoss und OG in Fachwerk mit Ziegelausfachung unter Satteldach mit ostseitigem Schopfwalm. Zur Hofseite ein außermittiges Zwerchhaus sowie diverse Wirtschaftsöffnungen. Der Natursteinsockel im Süden und Osten sowie Dachwerkstreben in Südwand lassen darauf schließen, dass das Gebäude durch Ergänzungen erst später zu seiner heutigen Baulänge gekommen ist. | 32668703 | BW   |
| Dorfstraße 6 52° 7′ 36″ N, 10° 56′ 42″ O | Wohnhaus    | | 32670135 | BW   |
| Dorfstraße 6 52° 7′ 36″ N, 10° 56′ 41″ O | Scheune     | | 32677953 | BW   |

### Baudenkmale (Einzeln)
| Lage                                        | Bezeichnung               | Beschreibung | ID       | Bild           |
| ------------------------------------------- | ------------------------- | --- | -------- | -------------- |
| Am Kirchhang 11 52° 7′ 41″ N, 10° 56′ 47″ O | St. Nicolai-Kirche        | Im Kern gotische Saalkirche auf Bruchsteinsockel mit südlichen Eingangsvorbau sowie Westturm. Langhaus mit Pilastergliederung und geohrten Einfassungen der Fenster und dem zugesetzten Ostportal. An Außenwand eingelassene Grabsteine des 18. Jh. Westturm in Naturstein-Werksteinmauerwerk, zur Nord- und Südseite im EG großes gefasstes Rundbogenfenster, darüber Oculus, in OGs Fenster und Schallarkaden in kleineren Rundbogenöffnungen. Schiefergedeckter Knickhelm. Südlich ein Eingangsvorbau mit außermittigen Rundportal mit der Datierung 1642(i), romanisches und wohl versetztes Portal mit Schulterbogen zugesetzt. Im Inneren Holztonnengewölbe sowie spätgotisches Sakramentshäuschen im Vestibül. | 32669956 | Weitere Bilder |
| Am Kirchhang 11 52° 7′ 42″ N, 10° 56′ 48″ O | Kirchhof                  | | 32669990 | BW             |
| Am Kirchhang 11 52° 7′ 42″ N, 10° 56′ 47″ O | Kriegerdenkmal            | | 32669973 | BW             |
| Am Scheberg 6 52° 7′ 35″ N, 10° 56′ 51″ O   | Scheune                   | Längsdurchfahrtsscheune als Fachwerkbau auf Natursteinsockel unter Schopfwalmdach. Westseite in Natursteinmauerwerk, neben dem Durchfahrtstor wohl nachträglich eingesetzte Buntsandsteinplatte. Erbaut 1864. | 32677085 | BW             |
| Am Scheberg 6 52° 7′ 35″ N, 10° 56′ 52″ O   | Nebengebäude              | Zweigeschossiger Fachwerkbau unter Satteldach, zum Teil im EG massiv ersetzt. Östlicher Abschluss der Hofanlage. Erbaut ca. 1842. | 32677107 | BW             |
| Am Scheberg 7 52° 7′ 36″ N, 10° 56′ 50″ O   | Stall                     | Ehemaliger Vieh- und Holzstall in Wohn- und Garagennutzung: zweigeschossiger Fachwerkbau, im EG massiv und verputzt auf Natursteinsockel, auf der Westseite im OG mit Ziegelbehang, unter einseitig abgewalmten Satteldach in Krempziegelbehang. Im OG ein nachträglich erbauter Laubengang mit modernem Holzgeländer - im EG mehrere Garagentore. Durch Modernisierung stark verändert. | 32668686 | BW             |
| Am Scheberg 7 52° 7′ 36″ N, 10° 56′ 51″ O   | Wohnhaus                  | Zweigeschossiger Fachwerkbau auf verputzten Natursteinsockel unter Schopfwalmdach. Geradlinige, vorgelagerte südliche Eingangstreppe aus Sandstein mit Ziergeländer und kurzen Vordach über Eingang. Durch Modernisierung in der Fachwerkkonstruktion verändert. | 32670050 | BW             |
| Am Scheberg 7 52° 7′ 36″ N, 10° 56′ 52″ O   | Stall                     | Viehstall als eingeschossiger Eichenfachwerkbau mit roter Ziegelausfachung auf Natursteinsockel unter Satteldach in Krempziegeldeckung. Ostseite verputzt, Sockel teils mit Ziegelmauerwerk ersetzt, moderne Fenster im EG. Durchfahrtstor zur Gartenstraße mit neuem Torsturzbalken. | 32677936 | BW             |
| Am Scheberg 7 52° 7′ 36″ N, 10° 56′ 51″ O   | Scheune                   | Zweigeschossiger Fachwerkbau auf Natursteinsockel mit Ziegelrollschicht unter Schopfwalmdach in Krempziegeldeckung. Fachwerkgefüge mit roter Ziegelausfachung - Ostseite verputzt - auf der Südseite Tuff- und Lehmsteinausfachung auf Massivsockel. Ost- und Westgiebeldreieck mit Ziegelbehang, Westgiebelwand massiv aus Naturstein. Durchfahrtstor. Im nördlichen Teil große Rundbogentoreinfahrt mit voller Werksteinfassung mit profilierten Kämpferplatten und Prellsteinen, direkt daneben ein ebenfalls werksteingefasster, korbbogenförmiger kleiner Hofeingang mit Schlussstein. Axial darüber Sandsteinplatte mit Inschrift.                                                                              | 32668550 | BW             |
| Dorfstraße 7 52° 7′ 34″ N, 10° 56′ 42″ O    | Wohn-/ Wirtschaftsgebäude | Zweigeschossiger, giebelständiger Fachwerkbau auf Natursteinsockel unter Satteldach in Krempziegeldeckung mit Schopfwalm zur Ostseite. Nördlicher achsenmittiger Eingang hinter vorgelagerter zweiläufiger Treppe aus Rotsandstein mit gusseisernen Geländer. Alte zweiflügelige Hauseingangstür mit Glasfüllungen und geringem Schnitzwerk. Symmetrisches Fachwerkgefüge mit zweifeldigen Streben und verputzter Ziegelausfachung. Dachüberstand auf Konsolen. | 32670152 | BW             |

## Schöningen

### Altstadtbereiche

#### Gruppe: Brauhof
Die Gruppe hat die ID: 32630482. Altstadtbereich mit Wohn- und Wirtschaftsgebäuden des 18. und 19. Jh. als Randbebauung des Platzes Brauhof.

| Lage                                     | Bezeichnung                           | Beschreibung | ID       | Bild |
| ---------------------------------------- | ------------------------------------- | --- | -------- | ---- |
| Abelnkarre 52° 8′ 19″ N, 10° 58′ 1″ O    | Speicher                              | Zweigeschossiger Natursteinbau auf hohem Kellersockel unter Satteldach in Krempziegeldeckung auf Drempel. Östlich Ladeerker in Fachwerk sowie Schrimdach in Eisenkonstruktion von 1934. Fassadenöffnungen mit Segmentbögen und roten Ziegelgewänden. Früher Kornspeicher. | 32670294 | BW   |
| Brauhof 1 52° 8′ 20″ N, 10° 58′ 5″ O     | Wohnhaus                              | Zweigeschossiger Fachwerkbau auf verputztem Natursteinsockel unter Satteldach in Krempziegeldeckung. Im Ostteil Erweiterung mit Garageneinbau. EG verändert, vorkragendes OG mit Betonfaserplattenbehang. | 32670486 | BW   |
| Brauhof 2 52° 8′ 20″ N, 10° 58′ 4″ O     | Wohnhaus                              | Zweigeschossiger, traufständiger Fachwerkbau auf verputztem Natursteinsockel unter Satteldach. OG im Süden mit Auskragung, darunter achsenmittiger Zugang. Modern verändert, mit Betonfaserplattenbehang. | 32670503 | BW   |
| Brauhof 3 52° 8′ 19″ N, 10° 58′ 2″ O     | Wohnhaus                              | Eingeschossiger, verputzter Natursteinbau auf Natursteinsockel unter Walmdach in Krempziegeldeckung, mit Schopfwalm im Süden und Vollwalm im Norden. Ostseite mit leicht außermittigen Hauptzugang mit Segmentbogen hinter Freitreppe, darüber Dachhäuschen. Eingang und scheitrechte Fenster mit Natursteineinfassungen. Ostseite mit zwei Schiebetoren, zur Nordseite eingeschossiger Anbau in Ziegelmauerwerk unter Pultdach als Beschlagsschuppen, nordwestliche Gebäudekante kreisförmig abgerundet. | 32671304 |      |
| Brauhof 10 52° 8′ 18″ N, 10° 58′ 3″ O    | Wohnhaus                              | | 32671321 |      |
| Brauhof 11 52° 8′ 18″ N, 10° 58′ 3″ O    | Wohnhaus                              | Kleiner, zweigeschossiger Fachwerkbau auf ziegelverblendetem Sockel unter Satteldach. Außermittiger nördlicher Hauptzugang, Fassade modern durch Betonfaserplatten behangen. | 32671338 | BW   |
| Brauhof 12 52° 8′ 18″ N, 10° 58′ 4″ O    | ehem. Schwesternhaus; Stadtbibliothek | Zweigeschossiger, unterkellerter, roter Ziegelbau auf Natursteinsockel unter Satteldach in Krempziegeldeckung. Achsenmittiger Haupteingang, sämtliche Fassadenöffnungen mit Segmentbögen und profilierten Einfassungen. Zum OG Gurtgesims, hohe Geschosse, achsenmittiges Zwerchhaus mit Dreiecksgiebel mit breitem profiliertem Gesims. Südliche Fassade schlicht und verputzt, Fenstergefüge teils aufgebrochen.                                                                                        | 32671355 | BW   |
| Brauhof 13 52° 8′ 18″ N, 10° 58′ 5″ O    | Wohnhaus                              | Zweigeschossiger Fachwerkbau auf verputztem Natursteinsockel unter Satteldach in Krempziegeldeckung. Im EG achsenmittiger Eingang hinter Freitreppe, Fachwerkgefüge mit Ziegelausfachung, ganz verputzt, vorkragendes OG über Gebälk mit gerundeten Balkenenden, Füllhölzern mit Schiffskehle und als Profilband ausgebildeter Schwelle. Im EG rechts gekuppelte Fenster mit durchgehendem Sohlbankgesims, im OG durchgehendes Sohlbankgesims.                                                            | 32671372 | BW   |
| Schulstraße 1 52° 8′ 20″ N, 10° 58′ 6″ O | Wohnhaus                              | Zweigeschossiger Fachwerkbau auf winkelförmigen Grundriss unter Satteldach in Ziegelpfannendeckung. Symmetrisches Fachwerkgefüge mit Mannfiguren an freistehender Giebelwand, OG östlich über Sichtgebälk vorkragend, dort Fußstrebenpaare in den Brüstungsgefachen. Rückwärtig weiterer Gebäudeflügel, nördlich Innenhof. Ehemals zum Anna-Sophianeum gehörig. | 32675302 | BW   |

#### Gruppe: Markt
Die Gruppe hat die ID: 32630612. Ortsbildprägender historischer Ortskern mit Rathaus, Gymnasium und beachtlichen Fachwerk-Wohnhäusern des 16.–18. Jh.

| Lage                                      | Bezeichnung                                                 | Beschreibung | ID       | Bild           |
| ----------------------------------------- | ----------------------------------------------------------- | --- | -------- | -------------- |
| Markt 52° 8′ 22″ N, 10° 58′ 3″ O          | Platzfläche                                                 | Marktplatz mit Kopfsteinpflasterung in Form einer trapezförmigen und mittig verjüngenden Fläche. Neben dem Rathaus ein Brunnen mit Bronzeplastik der Schöninger Wasserträgerin von 1938, nach Entwurf des Architekten Kellner und Ausführung des Bildhauerns Schmid-Reindal. | 32674187 | Weitere Bilder |
| Markt 1 52° 8′ 21″ N, 10° 58′ 7″ O        | Rathaus                                                     | | 32674211 | Weitere Bilder |
| Markt 8 52° 8′ 22″ N, 10° 58′ 5″ O        | Wohn-/ Geschäftshaus                                        | | 32674327 |                |
| Markt 14 52° 8′ 22″ N, 10° 58′ 2″ O       | Wohn-/ Geschäftshaus                                        | Dreigeschossiger, traufständiger Fachwerkbau auf verblendetem Sockel unter Satteldach in Ziegelpfannendeckung. Im EG Ladeneinbau, OGs vorkragend über geschnitzten Gebälk, die Balkenköpfe senkrecht geriefelt, im Profil ausgestaltete Füllhölzer und der Schwellbalken in Schiffskehlen gefast mit Zierrat. Verputzte Ziegelausfachung, rückwärtig schlichtes Fachwerk mit teils gebogenen Streben. | 32672774 |                |
| Markt 15 52° 8′ 22″ N, 10° 58′ 1″ O       | Wohn-/ Geschäftshaus                                        | Dreigeschossiger, traufständiger und unterkellerter Fachwerkbau auf verputztem Natursteinsockel unter Satteldach in Ziegelpfannendeckung. EG mit späteren Ladeneinbau. Fachwerkgefüge mit verputzter Ziegelausfachung, das Gebälk profiliert verbrettert. | 32672791 |                |
| Markt 16 52° 8′ 22″ N, 10° 58′ 1″ O       | Wohn-/ Geschäftshaus                                        | Dreigeschossiger, traufständiger Fachwerkbau unter Satteldach in Ziegelpfannendeckung. EG modern verändert, vorkragende OGs in Fachwerk mit gekuppelten Ständern und gestrichener Ziegelausfachung, über profiliertem Gebälk. | 32672808 |                |
| Markt 17 52° 8′ 22″ N, 10° 58′ 0″ O       | Wohn-/ Geschäftshaus                                        | Dreigeschossiger, traufständiger Fachwerkbau auf verblendeten Sockel unter Satteldach in Ziegelpfannendeckung. EG mit späteren Ladeneinbau, OG in Fachwerk mit gekuppelten Ständern und verputzter Ziegelausfachung. Leicht außermittiges Zwerchhaus in Kunststoffbehang. | 32672825 |                |
| Markt 17 a 52° 8′ 22″ N, 10° 58′ 0″ O     | Wohn-/ Geschäftshaus                                        | Zweigeschossiger, traufständiger Fachwerkbau auf verblendeten Sockel unter einem Satteldach in Ziegelpfannendeckung mit der Nr. 17. EG mit späteren Ladeneinbau, erstes OG in Fachwerk mit gekuppelten Ständern, K-streben und verputzter Ziegelausfachung, oben ein Drempelgeschoss mit zweifeldigen Streben. | 32672842 |                |
| Markt 18 52° 8′ 22″ N, 10° 58′ 0″ O       | Wohn-/ Geschäftshaus                                        | Dreigeschossiger, traufständiger Fachwerkbau auf Natursteinsockel unter Satteldach in Ziegelpfannendeckung. EG mit modernen Ladeneinbau, in den OGs symmetrisches Fachwerkgefüge mit gekuppelten Ständern sowie verputzten Ziegelausfachung. Mittig dreiachsiges Zwerchhaus flankiert von zwei mit Schieferimitat verkleideten späteren Dachhäuschen, DG ausgebaut. Westliche Giebelseite in Ziegelpfannenbehang. | 32672859 |                |
| Markt 19 / 20 52° 8′ 23″ N, 10° 57′ 59″ O | Wohnhaus                                                    | Dreigeschossiger, traufständiger Fachwerkbau auf Natursteinsockel unter Satteldach mit Aufschieblingen und Ziegelpfannendeckung, Nr. 19 engobiert. EG mit Zwischengeschoss in Ständerbauweise, zweites OG auf profilierten Knaggen stark vorkragend. Schwelle wie Füllhölzer und Traufgebälk in Schiffskehlen gefast. Am Fachwerk noch Reste eines auf die ganze Brüstung verteilten Fächerfrieses zu erkennen. Hauseingänge auf der Südseite. Früher ein Wohnhaus, heute in zwei Wohneinheiten aufgeteilt. | 32672876 |                |
| Markt 21 52° 8′ 23″ N, 10° 57′ 58″ O      | Wohn-/ Geschäftshaus                                        | Zweigeschossiger, unterkellerter und verputzter Ziegelbau in Ecklage auf rechteckigen Grundriss und verputzten Natursteinsockel unter Halbwalmdach in Ziegelpfannendeckung. Südwestecke abgeschrägt mit Eingang und flankierenden Schaufenstereinbau. Fassade durch Sohlbankgesimse und ein Gurtgesims gegliedert, Fenster mit Kreuzstocksprossung. Zur Westseite seitlich positionierter Zugang. Auf Südseite zwei spätere Schleppgauben. | 32672910 |                |
| Markt 25 52° 8′ 21″ N, 10° 58′ 1″ O       | Wohn-/ Geschäftshaus                                        | Dreigeschossiger, traufständiger Fachwerkbau unter Satteldach in Krempziegeldeckung. EG mit Ladeneinbau im verputzten Ziegelmauerwerk, achsenmittiger Eingang mit Segmentbogen und einer originalen Jugendstiltür. Fachwerkgefüge in den OGs teils mit gekuppelten Ständern, im zweiten OG Andreaskreuze in Brüstungsfeldern, verputzte Ziegelausfachung. Das Gebälk ist verbrettert. | 32674411 |                |
| Markt 26 52° 8′ 21″ N, 10° 58′ 2″ O       | Wohn-/ Geschäftshaus                                        | Dreigeschossiger, traufständiger Fachwerkbau auf massiven EG unter Satteldach in Ziegelpfannendeckung. EG mit verputzten Ziegelmauerwerk und Wirtschaftseinbau, OGs in Fachwerk über geschnitzten Gebälk vorkragend, Schwellriegel und Füllhölzer mit Schiffskehle und Taubandmotiv, die Balkenenden mit Einkerbungen gestaltet. Ausfachungen in verputzter Ziegelsetzung. Südliche Fassade ganz in Ziegelbehang verblendet. Rückwärtig westlich massiver Wirtschaftsflügel und östlich in Fachwerk. | 32674428 |                |
| Markt 27 52° 8′ 21″ N, 10° 58′ 2″ O       | Wohn-/ Geschäftshaus                                        | Dreigeschossiger, traufständiger Fachwerkbau auf verputztem Natursteinsockel unter Satteldach in Ziegelpfannendeckung. EG mit Ladeneinbau mit erhaltener Einfassung des 19. Jh. im klassizistischen Stil. OGs in Fachwerk, das dritte OG vorkragend über gerundetem Gebälk. Brüstungsfächer mit Andreaskreuzen ausgesteift, Ausfachung in verputzter Ziegelsetzung. In den Schwellriegen Inschrift mit Sinnspruch. | 32674445 |                |
| Markt 28 52° 8′ 21″ N, 10° 58′ 3″ O       | Wohn-/ Geschäftshaus                                        | Dreigeschossiger, traufständiger Fachwerkbau auf verblendeten Sockel unter Satteldach mit Aufschieblingen. EG mit späteren Ladeneinbau. OGs in Fachwerk, im ersten OG mit gekuppelten Ständern, das dritte OG vorkragend über geschnitzten Gebälk, mit geriefelten Balkenköpfen, Füllhölzer und Schwelle im Kerbschnitt, vom Zahnschnitt überfangen. | 32674462 |                |
| Markt 29 52° 8′ 21″ N, 10° 58′ 3″ O       | Wohn-/ Geschäftshaus                                        | Dreigeschossiger, traufständiger Fachwerkbau auf verblendetem Sockel unter Schopfwalmdach in Krempziegeldeckung. EG mit späteren Ladeneinbau. Erstes und zweites OG über geschnitztem Gebälk vorkragend, Schwelle und Füllhölzer mit Schiffskehlen und Kerbschnitt gestaltet, an der Schwelle Konsolschnitt oder Diamantband. Ausfachung mit verputzter Ziegelsetzung. Rückwärtig Gebäudeerweiterung von 1842. Zweigeschossiger Fachwerkbau auf Naturstein- und Ziegelsockel unter Satteldach in Krempziegelsetzung, großes Tor zur Südseite und zur Ostseite Hauseingang. | 32674479 |                |
| Markt 30 52° 8′ 21″ N, 10° 58′ 4″ O       | Wohnhaus                                                    | Dreigeschossiger, traufständiger und unterkellerter Fachwerkbau auf verblendetem Natursteinsockel unter Satteldach in Krempziegeldeckung. EG mit späteren Ladeneinbau, erstes und zweites OG in Fachwerk über geschnitztem Gebälk vorkragend, Schwelle und Füllholz mit gekerbten Wulsten, Balkenköpfe mit senkrechter Riefelung. Freistehende westliche Giebelseite mit K-Streben, verputzte Ziegelausfachung. Rückwärtig zweigeschossiger Fachwerkflügel. Ehemalige Brauerei Bergmann. | 32674496 |                |
| Markt 32 52° 8′ 20″ N, 10° 58′ 5″ O       | Wohnhaus                                                    | Zweigeschossiger und traufständiger Fachwerkbau auf Ziegelblendsockel unter Satteldach. Außermittiger Hauszugang, moderner Ladeneinbau. EG massiv ersetzt und mit Keramiksteinen verblendet. OG leicht vorkragend mit Schieferbehang. Achsenmittig Zwerchhaus mit Schweifgiebel. | 32674530 |                |
| Markt 33 52° 8′ 20″ N, 10° 58′ 6″ O       | ehem. Lateinschule Anna-Sophianeum; Heimatmuseum Schöningen | Zweigeschossiger, unterkellerter Massivbau unter Mansarddach in Ziegelpfannendeckung mit Dachhäuschen. Zur Nordseite ein achsenmittiger zweigeschossiger Erker, im EG mit Komposit-Pilastern auf Konsolen mit Diamantquadern unter Gebälk, im OG mit verkröpften Gebälk und Brüstung, dort mit Wappensteinen der Erbauer und Beschlagwerk, zwischen den Fenstern Pilaster ionischer Ordnung mit Dreiecksgiebeln. Daneben außermittig ein großes Tor mit Sitznischen und vorgelagerten Stufen, profilierter Rundbogen mit Schlussstein, in den Eckzwickeln Beschlagwerk. Seitliche kannelierte ionische Säulen, oben ein verkröpftes Architrav mit Zahnschnitt und Beschlagwerk. | 32674547 | Weitere Bilder |

#### Gruppe: Salzstraße / Tränke
Die Gruppe hat die ID: 32630953. Straßenbildprägende und geschlossene Abfolge von kleinen Fachwerkwohnhäusern des 17. bis 18. Jh.

| Lage                                     | Bezeichnung | Beschreibung | ID       | Bild |
| ---------------------------------------- | ----------- | --- | -------- | ---- |
| Salzstraße 3 52° 8′ 18″ N, 10° 57′ 57″ O | Wohnhaus    | Zweigeschossiger Fachwerkbau auf verputztem Natursteinsockel unter Satteldach in Ziegelpfannendeckung. Nordostecke mit Walm leicht überkragend, Füllhölzer im Gebälk leicht profiliert, östlich Inschrift mit Jahreszahl „1722“. Je ein Eingang zur Nord- und zur Ostseite.                                                         | 32675742 |      |
| Tränke 2 52° 8′ 19″ N, 10° 57′ 54″ O     | Wohnhaus    | Zweigeschossiger, unterkellerter Fachwerkbau auf verputztem Ziegel-/Natursteinsockel unter Satteldach in Krempziegeldeckung. Nördlicher achsenmittiger Zugang hinter kleiner Freitreppe mit Eingangstür vom Ende des 19. Jh., Ost- und Nordfassade ursprünglich in Blechplattenbehang. Heute Sichtfachwerk mit verputzten Gefachen. | 32676140 | BW   |
| Tränke 3 52° 8′ 18″ N, 10° 57′ 54″ O     | Wohnhaus    | Zweigeschossiger, traufständiger Fachwerkbau unter Satteldach in Krempziegeldeckung. EG im Norden mit Ziegelmauerwerk unterfangen, achsenmittiger Zugang hinter Freitreppe und Windfang mit Kupferdach. OG in Sichtfachwerk mit verputzten Ausfachungen.                                                                            | 32676157 | BW   |
| Tränke 4 52° 8′ 19″ N, 10° 57′ 54″ O     | Wohnhaus    | Zweigeschossiges Fachwerkhaus auf verputztem Natursteinsockel unter Satteldach. Außermittiger Eingang mit Türeinfassung des 19. Jh. Fachwerkgefüge mit teils gekuppelten Ständern sowie gestrichener Ziegelausfachung. | 32676174 | BW   |
| Tränke 5 52° 8′ 18″ N, 10° 57′ 55″ O     | Wohnhaus    | Zweigeschossiges Fachwerkhaus unter Satteldach. Außermittiger Eingang mit Türeinfassung des 19. Jh. Fachwerkgefüge mit teils gekuppelten Ständern sowie gestrichener Ziegelausfachung. OG leicht vorkragend über profiliertem Gebälk, Schwellinschrift mit Datierung „1707“.                                                        | 32676191 | BW   |
| Tränke 6 52° 8′ 18″ N, 10° 57′ 55″ O     | Wohnhaus    | Zweigeschossiges Fachwerkhaus auf Natursteinsockel unter Satteldach in Krempziegeldeckung. OG im Norden leicht vorkragend, Rähm, Füllholz und Saumschwelle leicht profiliert. Zugang mit alter Haustür hinter Freitreppe. 1762 bis 1867 diente das Gebäude als Pfarrwitwenhaus der Vincenz-Kirche.                                  | 32676208 | BW   |
| Tränke 7 52° 8′ 18″ N, 10° 57′ 55″ O     | Wohnhaus    | Zweigeschossiger, traufständiger Fachwerkbau unter Satteldach. EG mit Ziegelmauerwerk unterfangen, OG in modernem Betonfaserplattenbehang. | 32676225 | BW   |
| Tränke 8 52° 8′ 18″ N, 10° 57′ 56″ O     | Wohnhaus    | Dreigeschossiger, traufständiger Fachwerkbau unter Satteldach in Krempziegeldeckung. Sockel mit vorgemauerten Ziegeln, EG mit Zwischengeschoss in Geschossbauweise, zweites OG vorkragend über profiliertem und gekerbten Gebälk. Fachwerkausfachung mit verputzten Lehmsteinen.                                                    | 32676242 | BW   |
| Tränke 9 52° 8′ 18″ N, 10° 57′ 56″ O     | Wohnhaus    | Zweigeschossiger, traufständiger Fachwerkbau auf verputztem Sockel unter weit überkragendem Satteldach in Ziegelpfannendeckung und mit Aufschieblingen. Außermittiger nördlicher Zugang hinter Freitreppe, Fachwerkgefüge mit gekuppelten Ständern, Ziegelausfachung mit Rauputz.                                                   | 32676259 | BW   |
| Tränke 10 52° 8′ 18″ N, 10° 57′ 56″ O    | Wohnhaus    | Zweigeschossiger Fachwerkbau auf Sockel unter Satteldach in Ziegelpfannendeckung. Fachwerkgefüge zum Norden mit gekuppelten Ständern. Moderne Erweiterungen, Glasbausteinfenster westlich des Eingangs. Im Kern vermutlich älter.                                                                                                   | 32676276 | BW   |
| Tränke 11 52° 8′ 18″ N, 10° 57′ 57″ O    | Wohnhaus    | Zweigeschossiges, traufständiges Fachwerkhaus unter Satteldach in Ziegelpfannendeckung. EG massiv mit Ziegelmauerwerk unterfangen, OG in Sichtfachwerk, Ausfachungen verputzt und mit Bordüren verziert. | 32676293 | BW   |

#### Gruppe: Westendorf
Die Gruppe hat die ID: 32630798. Gruppe von Fachwerkwohnhäusern des 17. und 19. Jh.

| Lage                                           | Bezeichnung | Beschreibung | ID       | Bild |
| ---------------------------------------------- | ----------- | --- | -------- | ---- |
| Kesselstraße 1 52° 8′ 22″ N, 10° 57′ 44″ O     | Wohnhaus    | Dreigeschossiger, unterkellerter Ziegelbau auf verputztem Natursteinsockel unter Satteldach in Krempziegeldeckung. Südgiebeldreieck in Fachwerk. Abgerundete nordöstliche Gebäudeecke mit Ladeneinbau, westlicher Hauptzugang. Gut proportionierte Durchfensterung mit profilierten Einfassungen, Fassadengliederung durch Sohlbankgesimse und Gurtgesims, Dachüberstand auf sichtbaren Dachsparrenenden. | 32673457 | BW   |
| Westendorf 1 52° 8′ 22″ N, 10° 57′ 50″ O       | Wohnhaus    | Dreigeschossiges, traufständiges und unterkellertes Fachwerkgebäude auf Natursteinsockel mit Ziegelverblendung unter Schopfwalmdach in Ziegelpfannendeckung. EG als Fachwerkimitation vorgeblendet, westlich Natursteinmauerwerk mit teils vorgeblendeten Ziegelmauerwerk, Ostseite im verputzten Ziegelmauerwerk, dort Zahnschnittfries im Giebelfeld. Ogs straßenseitig vorkragend, Fachwerkgefüge mit verputzter Ziegelausfachung und teils mit Doppelstreben, im zweiten Obergeschoss Fußstreben-Paare, Dachüberstand auf profilierten Kopfbändern. Achsenmittiger südlicher Zugang, auf Ostseite angebaute Natursteinmauer mit Bohlentür als Gartenzugang (Reste der alten Stadtmauer). Rückwärtig dreigeschossiger Anbau in Ziegelmauerwerk. | 32676617 |      |
| Westendorf 2/3 52° 8′ 22″ N, 10° 57′ 49″ O     | Wohnhaus    | Zweigeschossiger, unterkellerter und verputzter Fachwerkbau auf Natursteinsockel unter Satteldach in Ziegelpfannendeckung. Zwei südliche Hauseingänge sowie mittig ein großes Durchfahrtstor. Sichtfachwerk mit gekuppelten Streben, teils mit altem Gefüge, Aussteifung teils mit K-Streben, Ausfachung verputzt. | 32676635 |      |
| Westendorf 4 52° 8′ 22″ N, 10° 57′ 48″ O       | Wohnhaus    | Zweigeschossiges, traufständiges Fachwerkhaus auf Naturstein-Kellersockel unter Satteldach in Ziegelpfannendeckung. Achsenmittiger Zugang hinter zweiläufiger Freitreppe mit Hochpodest. Westlich Ladeneinbau. Symmetrisches Fachwerkgefüge mit zweifeldigen Streben, der östliche Hausteil ist Anbau, Ausfachung verputzt. | 32676652 |      |
| Westendorf 6, 7 52° 8′ 23″ N, 10° 57′ 47″ O    | Wohnhaus    | Zweigeschossiger Fachwerkbau auf Natursteinsockel unter Schopfwalmdach. Gebäudehälften im symmetrischen Fachwerk mit gekuppelten Ständern, achsenmittig jeweils ein breites Zwerchhaus. Eingänge in profilierten Einfassungen hinter Freitreppe, Nr. 7 mit daneben liegender Zufahrt zum Innenhof. Rückwärtige Kammstrukturen mit mittigen und östlichen zweigeschossigen Fachwerkflügel, westlicher Anbau in Ziegelmauerwerk (1920), jeweils unter Schopfwalmdächern. Hofpflasterung in Elmkalk. | 32676686 |      |
| Westendorf 8 52° 8′ 23″ N, 10° 57′ 45″ O       | Wohnhaus    | Zweigeschossiger und unterkellerter Fachwerkbau auf niveauausgleichendem verputztem Natursteinsockel unter Satteldach in Ziegelpfannendeckung. Westliche Giebelseite im EG in Natursteinmauerwerk, die OGs in Ziegelbehang. Südseite mit vorkragendem Obergeschoss über geschnitztem Gebälk. Schwelle in Schiffskehlen gefast sowie eine Inschrift mit der Datierung „1644“, Füllhölzer mit Zahnschnitt, gerundete und gekerbte Balkenköpfe. Fachwerkgefüge mit Fußstrebenpaaren in Brüstungsbereichen, gekuppelte Ständer und zweifeldige Seitenstreben in späteren Anbauten an West- und Ostseite. | 32676720 |      |
| Westendorf 9 52° 8′ 23″ N, 10° 57′ 44″ O       | Wohnhaus    | Zweigeschossiger Ziegelbau, südlich in Fachwerk, unterkellert, auf Natursteinsockel unter Schopfwalmdach. Südliche Fassade mit horizontaler Holzverkleidung, Gurt- und Traufgesims profiliert in Holz. Nordfassade in gestrichenem Ziegelmauerwerk. Rückwärtige Anbauten als Ziegel und Fachwerkbauten von 1850. 1853 bis 1879 Einrichtung eines Gerichtslokales und einer Wohnung für Gerichtsbeamte. | 32676737 |      |
| Westendorf 10 52° 8′ 23″ N, 10° 57′ 43″ O      | Wohnhaus    | Zweigeschossiger Fachwerkbau auf verputztem Natursteinsockel unter Schopfwalmdach, mit mittigen Zwerchgiebel. Fassade vollständig mit Betonfasserplattenbehang verblendet, am westlichen Giebel Ziegelpfannenbehang. | 32676754 |      |
| Westendorf 11 – 15 52° 8′ 23″ N, 10° 57′ 42″ O | Wohnhaus    | Zweigeschossige, unterkellerte Fachwerkbauten auf niveauausgleichenden verputzten Natursteinsockel unter Walmdach. Ursprünglich symmetrische Fassade, Fachwerkgefüge mit zweifeldigen Streben, doppelter Verriegelung und verputzter Ziegelausfachung. Eingänge hinter Freitreppen, teils mit Hochpodest, achsenmittig ein breites Zwerchhaus. Von 1840 bis 1945 war in dem Gebäude eine Damastweberei angesiedelt. | 32676771 |      |
| Westendorf 19 52° 8′ 23″ N, 10° 57′ 36″ O      | Wohnhaus    | Zweigeschossiger, unterkellerter Fachwerkbau auf verputztem Natursteinsockel unter Halbwalmdach in Krempziegeldeckung. EG Süd mit Ziegelunterfangung, Fenster mit Klappläden. OG in Fachwerk mit verputzter Ziegelausfachung und gegeneinander laufenden Streben. Ehemals älteste Gaststätte „Treppenkrug“. | 32676856 |      |
| Westendorf 20 52° 8′ 22″ N, 10° 57′ 36″ O      | Wohnhaus    | Zweigeschossiger, unterkellerter Fachwerkbau auf verputztem Natursteinsockel unter Schopfwalmdach in Krempziegeldeckung. Fachwerkgefüge mit dreifeldigen Streben und einer geschlämmten Ziegelausfachung. Leicht außermittiger nördlicher Zugang, Westgiebel in den OGs in Krempziegelbehang. Gehöft der ehemaligen Wassermühle. | 32676873 | BW   |
| Westendorf 21 52° 8′ 23″ N, 10° 57′ 37″ O      | Wohnhaus    | Zweigeschossiger Bau auf niveauausgleichendem Natursteinsockel unter Halbwalmdach in Ziegelpfannendeckung, Giebelfeld in Ziegelpfannenbehang. Mauerwerk fast vollständig in Lehmsteinen, um die Fenster Ziegelsteine. Gebäudeecken mit Quaderungen hervorgehoben, teils in Naturstein und teils in Ziegelsteinen, Fensterstürze aus Naturstein-Werksteinen. | 32676890 |      |
| Westendorf 22 52° 8′ 23″ N, 10° 57′ 38″ O      | Wohnhaus    | Zweigeschossiger Fachwerkbau auf niveauausgleichenden verputzten Sockel unter Satteldach. Fachwerkgefüge mit gekuppelten Ständern, dreifeldigen Seitenstreben sowie einer verputzten Ausfachung. Ausgebautes DG, straßenseitig zwei moderne Gauben, mittiger Hauszugang hinter Freitreppe. | 32676907 |      |
| Westendorf 23 52° 8′ 23″ N, 10° 57′ 38″ O      | Wohnhaus    | Zweigeschossiger, traufständiger und unterkellerter Fachwerkbau auf verputzten Natursteinsockel unter Satteldach in Krempziegeldeckung. Leicht außermittiger Eingang hinter Freitreppe, Fachwerkgefüge mit gekuppelten Ständern, dreifeldigen Seitenstreben und verputzter Ziegelausfachung. | 32676924 |      |
| Westendorf 24 52° 8′ 23″ N, 10° 57′ 39″ O      | Wohnhaus    | Zweigeschossiger, traufständiger und unterkellerter Fachwerkbau auf verblendeten Sockel unter Satteldach. Außermittiger Eingang, Nordfassade in Blechbehang, oben breite Schleppgaube. | 32676941 |      |
| Westendorf 25 52° 8′ 23″ N, 10° 57′ 40″ O      | Wohnhaus    | Zweigeschossiger, traufständiger und siebenachsiger Fachwerkbau auf Naturstein-Kellersockel unter Satteldach in Krempziegeldeckung. Gebäudemitte risalitartig hervorgehoben mit Eingang hinter Freitreppe sowie einem Zwerchhaus. Symmetrisches Fachwerkgefüge mit zweieinhalbfeldigen Streben, mit Profilband verbretterten Gebälk und einer verputzten Ziegelausfachung. | 32676958 |      |
| Westendorf 26 52° 8′ 23″ N, 10° 57′ 40″ O      | Wohnhaus    | Zweigeschossiger, traufständiger und unterkellerter Fachwerkbau auf verputztem Natursteinsockel unter Satteldach in Krempziegeldeckung. Unregelmäßiges Fachwerkgefüge mit K-Streben, Obergeschoss im Norden leicht vorkragend über als Profilband ausgestaltetem Gebälk. Verputzte Ausfachung mit Lehmsteinen und teilweise Ziegelsteinen im Süden. Im Norden wohl ehemalige Tordurchfahrt zugesetzt, südlich drei Hauseingänge. | 32676975 |      |
| Westendorf 26 52° 8′ 23″ N, 10° 57′ 41″ O      | Mauer       | Bruchsteinmauer zur nach Osten abfallenden Straße, mit oben eingezapften Eisenzaun. Stützmauer des dahinter erhöhten Vorplatzes. Laut Inschrift 1662 errichtet. | 32690659 |      |
| Westendorf 30 52° 8′ 22″ N, 10° 57′ 45″ O      | Wohnhaus    | Leicht von der Straße zurückgesetzter, zweigeschossiger und unterkellerter Fachwerkbau auf verputztem Natursteinsockel unter Schopfwalmdach. Fachwerkgefüge im EG mit gekuppelten Ständern, im OG noch original mit Fußstrebenpaaren über einem verbretterten Gebälk. Achsenmittiger Hauptzugang hinter Freitreppe, mit den östlichen Fenstern massiv in Segmentbogenform ersetzt. | 32676993 |      |
| Westendorf 37 52° 8′ 22″ N, 10° 57′ 50″ O      | Wohnhaus    | Dreigeschossiger traufständiger Fachwerkbau auf verputzten Natursteinsockel unter Satteldach mit Aufschieblingen. Im EG Fenster mit Klappläden, die ersten zwei Geschosse in Ständerbauweise. Vorkragendes zweites OG über verbrettertem Gebälk. Dort Fußstrebenpaare in den Brüstungsbereichen, Dachüberstand auf profilierten Knaggen. Originale Ausfachung mit Lehmstein und Putz. | 32677012 |      |

### Gruppe: Am Wallgarten
Die Gruppe hat die ID: 32630520. Ortsgeschichtlich bedeutende und zu einer Parkanlage umgestaltete ehemalige Wallbefestigung der Stadt.

| Lage                                      | Bezeichnung | Beschreibung | ID       | Bild |
| ----------------------------------------- | ----------- | --- | -------- | ---- |
| Am Wallgarten 52° 8′ 18″ N, 10° 57′ 52″ O | Park        | Kleine Parkanlage mit auf Anhöhe dominierenden Gruppe von 11 Linden, altem Baumbestand (bis zu 200 Jahre), botanischen Seltenheiten, Vogelvoliere sowie Brunnen mit Skulptur (Arbeiterfigur). | 32670452 |      |
| Am Wallgarten 52° 8′ 18″ N, 10° 57′ 53″ O | Stadtmauer  | Reste der inneren Stadtmauer aus Kalkstein-Bruchsteinmauerwerk. | 37357441 |      |
| Am Wallgarten 52° 8′ 17″ N, 10° 57′ 51″ O | Stadtmauer  | Stadtmauer außen | 37357394 | BW   |

### Gruppe: Am Wallgarten 32 – 34
Die Gruppe hat die ID: 32630533. Abfolge anspruchsvoll gestalteter villenartiger Wohnhäuser aus dem Anfang des 20. Jh.

| Lage                                         | Bezeichnung | Beschreibung | ID       | Bild |
| -------------------------------------------- | ----------- | --- | -------- | ---- |
| Am Wallgarten 32 52° 8′ 15″ N, 10° 57′ 45″ O | Wohnhaus    | Zweigeschossiger und unterkellerter roter Ziegelbau auf Naturstein-Kellersockel unter zur Ostseite abgewalmten Satteldach, mit ausgebauten DG. Im Kellersockel große Bogenfenster, in den Obergeschossen alternierende Fenstergestaltung mit Putzgewänden mit Schlusssteinen und Fugenschnitt. Nordseite mit Mittelrisalit gestalterisch überhöht, im OG gekuppelte Fenster, im Zwerchhaus ebenfalls. Ostseite ein wenig reduzierter, Zwerchhaus auf Konsolen vorkragend mit Drillingsfenstern. Westgiebel fast Fensterlos mit Ziegelziersetzung. Südseite schlichter mit Segmentbogenfenstern und Mittelrisalit unter Pultdach. | 32670557 | BW   |
| Am Wallgarten 33 52° 8′ 15″ N, 10° 57′ 46″ O | Wohnhaus    | Freistehender, eingeschossiger, unterkellerter und verputzter Ziegelbau auf Natursteinsockel unter Schopfwalmdach in Krempziegeldeckung mit ausgebauten DG. Originales Fenstergefüge mit teilweise eingesetzten Klappläden. Zur Nordseite Erker im OG. Ostseite mit Mittelrisalit, Zwerchhaus und kleiner Auslucht, Südostecke mit stärkerer Durchfensterung und Terrassenvorbau. Gebäudeecken pilasterförmig hervorgehoben. | 32670574 | BW   |
| Am Wallgarten 34 52° 8′ 15″ N, 10° 57′ 47″ O | Wohnhaus    | Freistehender, zweigeschossiger, unterkellerter und verputzter Ziegelbau auf bossiertem Natursteinsockel unter Walmdach in Krempziegeldeckung. Zur Nordseite überdachter Eingangsvorbau hinter geschwungener Naturstein-Freitreppe mit Jugendstiltür. Fassadengliederung durch Lisenen und durchlaufenden Sohlbankgesims im OG, Fenster in teils geohrter Putzeinfassung. Zur Nord- und Südseite Zwerchhaus mit Drillingsfenstern und Dreiecksgiebel mit Uhlenloch. Rückwärtig Ausgang auf Terrasse sowie Auslucht mit Balkon und massiver Balustrade.                                                                           | 32670591 | BW   |

### Gruppe: Arbeiterhäuser der BKB
Die Gruppe hat die ID: 32630774. Straßenbildprägende geschlossene Wohnhauszeile von ehem. Bergarbeiterhäusern der Grube Treue als einheitlich und gut gestaltete Hausteinbauten der Mitte des 19. Jh. mit rückwärtigen Nebengebäuden. Der Häuserzeile ist ein eigener Grünstreifen, Fußweg sowie eine Kopfsteinpflasterung vorgelagert, rückwärtiger Hofbereich als Garten und Trockenplatz genutzt.

| Lage                                                  | Bezeichnung                | Beschreibung | ID       | Bild |
| ----------------------------------------------------- | -------------------------- | --- | -------- | ---- |
| Hötensleber Straße 6 – 19 52° 8′ 20″ N, 10° 58′ 33″ O | Arbeiterwohnhäuser der BKB | | 32673271 | BW   |
| Hötensleber Straße 6 – 19 52° 8′ 19″ N, 10° 58′ 32″ O | Nebengebäude               | Im Hofbereich den Wohnhäusern pendierende Wirtschaftsflügel im kammförmigen Grundriss. Eingeschossige Massivgebäude in Elmkalkstein-Mauerwerk (teils mit Ziegelstein ausgebessert) unter Satteldächern in Ziegelpfannendeckung. An Längsseiten Parzellenunterteilung mit Holztüren, an nördlichen Giebelseiten ziegelsteingefasste Durchfensterung, symmetrisch flankiere Eingänge sowie Ladeluke im Giebelfeld. Durch Grundrisskonzeption entstandenen Höfe werden als Garten und Trockenplatz genutzt. | 32690308 | BW   |

### Gruppe: Arbeiterwohnhäuser Bahnhofstraße 3–12
Die Gruppe hat die ID: 32630573. Straßenbildprägende Zeile von Arbeiterwohnhäusern als gestaltete Bruchsteinbauten aus der Mitte des 19. Jh.

| Lage                                             | Bezeichnung        | Beschreibung | ID       | Bild |
| ------------------------------------------------ | ------------------ | --- | -------- | ---- |
| Bahnhofstraße 3 – 6 52° 8′ 14″ N, 10° 58′ 27″ O  | Arbeiterwohnhäuser | Geschlossene Häuserzeile mit identischen Wohnhäusern als zweigeschossige, Natursteinbauten auf Kellersockel unter Satteldach in Krempziegeldeckung auf hohem Drempel. Nordostgiebel mit Ziegelpfannenbehang. Achsenmittige überstabte Eingänge sowie Fenster mit Segmentbogenstürzen. Gebäudeecken durch Lisenen strukturiert, unter Drempel mit teilweise Fensterluken ein Zickzackfries.                                                                                         | 32670817 |      |
| Bahnhofstraße 7, 8 52° 8′ 13″ N, 10° 58′ 26″ O   | Arbeiterwohnhäuser | Doppelwohnhaus als dreigeschossiger Natursteinbau auf Kellersockel unter Walmdach in Krempziegeldeckung auf hohen Drempel mit Fenstern. Achsenmittige Segmentbogeneingänge mit eingezogener Haustür hinter Treppenaufgang, von Ziersteinsetzungen eingefasst. Breite Segmentbogenfenstern in den ersten zwei Geschossen, im dritten OG schmaler und gekuppelt ausgeführt. Im Drempel ein Bogenfries.                                                                               | 32670885 |      |
| Bahnhofstraße 9 – 12 52° 8′ 12″ N, 10° 58′ 26″ O | Arbeiterwohnhäuser | Geschlossene Häuserzeile mit identischen Wohnhäusern als zweigeschossige, verputzte Natursteinbauten auf Kellersockel unter Satteldach in Krempziegeldeckung auf hohem Drempel. Achsenmittige überstabte eingezogene Eingänge hinter Treppe sowie Fenster mit Segmentbogen, geohrt mit Schlusssteinen. Gebäudeecken durch Lisenen strukturiert, Drempel mit gekuppelten Fensterluken. Nr. 12 mit portalartigen Eingang, Nr. 11 und 12 haben Gauben unter Pultdach auf Südostseite. | 32670919 |      |

### Gruppe: Baderstraße 1–5
Die Gruppe hat die ID: 32630560. Straßenbildwirksame Zeile zweigeschossiger Fachwerkhäuser des 18. Jh. an der Platzerweiterung zur Baderstraße mit Straßenpflasterung des 19. Jh.

| Lage                                     | Bezeichnung     | Beschreibung | ID       | Bild |
| ---------------------------------------- | --------------- | --- | -------- | ---- |
| Baderstraße 52° 8′ 18″ N, 10° 58′ 9″ O   | Straßenpflaster | Historischer Naturstein-Kopfsteinpflaster auf dem Platzgefüge vor den Häusern Baderstraße 1-5, dem sogenannten „Lauseberg“. | 32670696 | BW   |
| Baderstraße 1 52° 8′ 17″ N, 10° 58′ 8″ O | Wohnhaus        | Zweigeschossiger Eichenfachwerkbau mit verputzter Lehmsteinausfachung auf verputztem Natursteinsockel unter Satteldach. Fachwerkgefüge mit im EG teils gekuppelten Ständern, Aussteifung mit zweifeldigen Streben. Schwellinschrift mit der Datierung „1727“. | 32670713 | BW   |
| Baderstraße 2 52° 8′ 17″ N, 10° 58′ 9″ O | Wohnhaus        | Zweigeschossiges Fachwerkhaus, giebelständig zur Straße und traufständig zur Platzerweiterung, auf Natursteinsockel unter im Norden abgewalmten Satteldach in Falzziegeldeckung. Fachwerkgefüge mit verputzter Lehmsteinausfachung, im EG mit gekuppelten Ständern. OG im Osten über in Schiffskehlen profiliertem Gebälk vorkragend, dort Fußstrebenpaare in den Brüstungsfächern, giebelseitig symmetrisches Fachwerk mit K-Streben und Fußstreben. Im Osten außermittiger Haupteingang in gründerzeitlichen Einfassung und Tür, Fenstergefüge im EG in klassisch profilierter Holzeinfassung, beides wohl Einbauten von um 1870. | 32670730 | BW   |
| Baderstraße 3 52° 8′ 17″ N, 10° 58′ 9″ O | Wohnhaus        | Zweigeschossiger, unterkellerter Fachwerkbau auf winkelförmigen Grundriss und Ziegelblendsockel unter abgewinkeltem Satteldach in Ziegelpfannendeckung. Östlicher Hauseingang hinter Freitreppe, größerer Durchgang zum Hof im Norden. Fachwerkgefüge mit zweifeldigen Streben und verputzter Lehmsteinausfachung. | 32670747 | BW   |
| Baderstraße 4 52° 8′ 17″ N, 10° 58′ 9″ O | Wohnhaus        | Zweigeschossiger, traufständiger Fachwerkbau mit verputzter Lehmsteinausfachung auf Natursteinsockel unter Satteldach in Krempziegeldeckung. Giebeldreieck mit Holzverkleidung, EG massiv verändert, geschosstrennendes Gebälk ursprünglich als Profilband ausgestaltet. | 32670764 | BW   |
| Baderstraße 5 52° 8′ 17″ N, 10° 58′ 9″ O | Wohnhaus        | Zweigeschossiger, unterkellerter Fachwerkbau mit verputzter Lehmsteinausfachung auf verputztem Natursteinsockel unter Satteldach in Krempziegeldeckung. EG massiv verändert, Fachwerkgefüge im OG über als Profil ausgebildeter Schwelle mit zweilfeldigen Streben. Östliche freistehende Giebelseite in Betonfaserplattenbehang. | 32670781 | BW   |

### Gruppe: Beguinenstraße / Heinrich-Jasper-Straße
Die Gruppe hat die ID: 32630573. Straßenbildprägende einheitliche Abfolge von typischen Mietshausbauten des ausgehenden 19. Jh. als zwei- und dreigeschossige teils verputzte Ziegelbauten mit lebhaften Stuck- und Putzgliederungen.

| Lage                                                       | Bezeichnung          | Beschreibung | ID       | Bild |
| ---------------------------------------------------------- | -------------------- | --- | -------- | ---- |
| Beguinenstraße 4 52° 8′ 24″ N, 10° 58′ 12″ O               | Wohnhaus             | Zweigeschossiger, traufständiger und unterkellerter verputzter Ziegelbau auf verputztem Natursteinsockel unter Mansarddach mit ausgebautem DG. Zur Straßenseite links außermittiger Haupteingang mit holzgeschnitzter Tür. Im EG Fenstergefüge mit profilierter Putzrahmung, durchgehendem Sohlbankgesims auf Konsolen und Diamantquadern in den Brüstungsfeldern. Darüber geschosstrennendes Gesims, Fenstergefüge im OG leicht variiert mit Pilastergliederungen in den Brüstungsfeldern und Überdachungen auf Konsolen. Traufgesims auf verziertem Zahnschnitt, im DG mittiges Dachhäuschen mit Volutenschmuck und schiefergedecktem Zeltdach, flankiert von zwei Fenstergauben.                                                          | 32671007 | BW   |
| Beguinenstraße 5 52° 8′ 24″ N, 10° 58′ 13″ O               | Wohnhaus             | Zweigeschossiger, unterkellerter und verputzter Ziegelbau auf verputztem Natursteinsockel unter Mansarddach mit ausgebauten DG. Sockel-, Kämpfer-, Gurt- und Traufgesims profiliert. Im EG Verdachungen bis zum Konsolenschmuck heruntergezogen, im OG profilierte geohrte Einfassungen sowie Balustrade in den Brüstungsfeldern. Nordöstliche Gebäudeseite risalitartig vorgezogen, gekuppelten Fenstern im OG und kleinem Zwerchgiebel im DG. Übrige Gauben mit klassizistische Einfassung. | 32671024 | BW   |
| Beguinenstraße 6 52° 8′ 24″ N, 10° 58′ 13″ O               | Wohnhaus             | Zweigeschossiger, unterkellerter und verputzter Ziegelbau unter Mansarddach in Blechplattendeckung. EG in Rustika-Quaderimitation sowie nordöstliche Tordurchfahrt, darüber geschosstrennendes Gesims. Fenster in profilierter Einfassung, im OG mit Überdachungen. Im DG achsenmittiger Volutengiebel mit gekuppelten Rundfenstern, flankiert von zwei schlichten Dachhäuschen unter Satteldächern mit gekuppelten Fenstern. | 32671041 | BW   |
| Beguinenstraße 7 52° 8′ 24″ N, 10° 58′ 14″ O               | Wohnhaus             | Zweigeschossiger, unterkellerter verputzter Ziegelbau auf verputztem Natursteinsockel unter Satteldach in Ziegelpfannendeckung. EG in Rustika-Scheinquaderung, darüber geschosstrennendes Gesims. Im OG durchgehendes Sohlbankgesims, im EG in Flucht des Zwerchhauses unterbrochen. Fenstergefüge im OG in profilierter Putzeinfassung mit Überdachungen. Nordöstliche Gebäudeecke mit Zwerchhaus überhöht, in Fluchtlinie im OG Pilasterquaderung, oberer Treppenfries mit Guttae. Östlicher Hauseingang hinter vorgelagertem Torbogen. | 32671058 | BW   |
| Beguinenstraße 8 52° 8′ 24″ N, 10° 58′ 15″ O               | Wohn-/ Geschäftshaus | Zweigeschossiger, unterkellerter und verputzter Ziegelbau auf verputztem Natursteinsockel unter zur Nordostecke abgewalmten Satteldach in Betondachsteindeckung mit ausgebautem DG. L-förmiger Gebäudegrundriss, polygonale Eckausbildung mit Ladeneinbau. Geschosstrennendes Gesims. Fenstergefüge mit scheitrechten Fenstern in profilierter Putzeinfassung, im OG überdacht, im nördlichen EG verändert. Traufgesims mit Zahnschnitt, nördlich ein Zwerchgiebel mit Fensterpaar und Treppenfries. | 32671075 |      |
| Heinrich-Jasper-Straße 1 52° 8′ 21″ N, 10° 58′ 14″ O       | Wohnhaus             | Dreigeschossiger, unterkellerter Ziegelbau mit roten und gelben Ziegeln, zur Süd- und Westseite verputzt, auf verputztem Natursteinsockel unter Mansarddach in Falz- sowie Krempziegeldeckung mit ausgebauten DG. EG mit Ladeneinbauten und außermittiger Zufahrt. Achsenmittiger Erker auf profilierten Konsolen, im ersten OG mit scheitrechten Fenstern mit Dreiecksgiebeln, im zweiten und dritten OG mit gekuppelten Rundfenstern in Renaissanceverzierung mit der Inschrift „1894“. Fenstergefüge im ersten Geschoss mit Dreiecksgiebeln, dort Reliefverzierung in den Tympana, sowie eingetiefte Brüstungsfelder mit Profilierung, im zweiten OG geohrte Fenster, zur Südseite gekuppelt. Fensterhäuschen mit kleinen Dreiecksgiebel. | 32672132 | BW   |
| Heinrich-Jasper-Straße 3 52° 8′ 21″ N, 10° 58′ 15″ O       | Wohnhaus             | Dreigeschossiger, unterkellerter und verputzter Ziegelbau auf verputztem Natursteinsockel unter Mansarddach mit ausgebautem DG. EG in Rustika-Scheinquaderung sowie leicht außermittigen eingezogenem Haupteingang. Geschosstrennendes Gesims, OG mit teils gekuppelten Fenstern, Putzeinfassungen in Beschlagwerk-Ornamentik und durchgehenden Sohlbankgesimsen. Traufgesims auf profilierten Konsolen, im DG Dachhäuschen mit kleinen Dreiecksgiebeln, mittig gekuppelt. | 32672168 | BW   |
| Heinrich-Jasper-Straße 5 52° 8′ 22″ N, 10° 58′ 15″ O       | Wohnhaus             | Dreigeschossiger verputzter Ziegelbau auf verputztem Natursteinsockel unter Mansarddach. EG in Rustika-Scheinquaderung, Ladeneinbau und außermittige Tordurchfahrt. In den OGs Fenster in Putzeinfassungen der Neorenaissance, in der Beletage überhöht mit Rollwerkornamenten im Brüstungsbereich sowie Überdachungen, wie auch einer horizontalen Zierbänderung. Traufgesims auf profilierten Konsolen, im DG Dachgauben mit Dreiecksgiebeln, die mittige gekuppelt mit Inschriftenplatten: „1891; C.R.; 1905“ | 32672205 | BW   |
| Heinrich-Jasper-Straße 7 52° 8′ 22″ N, 10° 58′ 15″ O       | Wohnhaus             | Dreigeschossiger, unterkellerter Ziegelbau auf mit Fliesen verblendeten Natursteinsockel unter flach geneigtem Satteldach. Im EG späterer Ladeneinbau, seitliche Tordurchfahrt mit verziertem Oberlicht und leicht außermittiger Hauptzugang. Geschosstrennendes Gurtgesims, Fenster in profilierter Putzeinfassung, im ersten OG mit Überdachung. Traufgesims auf profilierten Konsolen. | 32672222 | BW   |
| Heinrich-Jasper-Straße 9 52° 8′ 22″ N, 10° 58′ 15″ O       | Wohnhaus             | Dreigeschossiger, unterkellerter roter Ziegelbau auf verputztem Natursteinsockel unter Satteldach. Im EG leicht außermittiger eingezogener Eingang hinter Freitreppe mit geschnitzter Tür. Geschosstrennendes Gesims, Fenster mit profilierten Einfassungen, im OG überdacht, sowie Konsol-Traufgesims. Werkelemente aus Putz. | 32672239 | BW   |
| Heinrich-Jasper-Straße 11 / 13 52° 8′ 23″ N, 10° 58′ 15″ O | Wohnhaus             | Dreigeschossiger, unterkellerter, roter Ziegelbau auf verputztem Natursteinsockel unter Satteldach. Im EG zwei leicht außermittige Hauptzugänge hinter Freitreppen, mit Oberlichtern und mit Schiffskehlen profilierten Stürzen. Fenster in profilierter Putzeinfassung, geschosstrennendes Gesims. In den OGs durchgehende Sohlbankgesimse, die Beletage mit Metopen und Überdachungen gestalterisch betont. Traufgesims mit Zahnschnitt. | 32672256 | BW   |

### Gruppe: Friedhofsanlage Müller-Mühlenbein-Straße
Die Gruppe hat die ID: 32630858.

| Lage                                                 | Bezeichnung      | Beschreibung | ID       | Bild |
| ---------------------------------------------------- | ---------------- | --- | -------- | ---- |
| Müller-Mühlenbein-Straße 52° 8′ 42″ N, 10° 58′ 19″ O | Friedhof         | | 32674564 | BW   |
| Müller-Mühlenbein-Straße 52° 8′ 40″ N, 10° 58′ 17″ O | Friedhofskapelle | Eingeschossiger, unterkellerter und verputzter Ziegelbau auf einem L-förmigen Grundriss und Natursteinsockel sowie zum Norden und Osten abgewalmten Satteldach. Zur Südseite Eingangsvorbau mit flankieren Säulen mit Kämpfern, südliche Giebelfirste mit Kaffgesimsen. Rundbogenfenster im Langhaus, im östlichen Risalit mit Segmentbogen. Fensterstürze durch Sichtziegelsetzung hervorgehoben. Am nördlichen First polygonaler schiefergedeckter Dachreiter mit Glockenhaube. Leichenwagenschuppen im östlichen Risalit. | 46715808 | BW   |

### Gruppe: Gabelsberger Straße 2
Die Gruppe hat die ID: 32630717. Künstlerisch beachtliches herrschaftliches Anwesen aus dem Anfang des 20. Jh. mit repräsentativer Villa, Nebengebäuden sowie einem umfangreichen Gartenbereich.

| Lage                                               | Bezeichnung | Beschreibung | ID       | Bild |
| -------------------------------------------------- | ----------- | --- | -------- | ---- |
| Gabelsberger Straße 2 52° 8′ 2″ N, 10° 58′ 34″ O   | Villa       | Freistehender, zweigeschossiger und unterkellerter verputzter Ziegelbau auf Natursteinsockel unter Mansardwalmdach in Krempziegeldeckung. Zur Nordseite Mittelrisalit mit portikusartigen Eingangsvorbau hinter geschwungener vorgelagerter Freitreppe. Zwerchhaus mit Fußwalm und Rundbogenfenster mit Oberlichtern mit Radialsprossen. Vertikale Fassadengliederung durch verkröpfte Lisenen. Rückwärtig ein halbrunder Risalit. Darüber Terrasse, im OG des Risalits teils Fenster mit Klappläden, Zwerchhaus mit Fußwalm und Glockenhaube. Mansardwalm rundherum mit Dachhäuschen bestückt. Ein Emblem der BKB (Braunschweigische Kohlebergwerke) auf dem Dach. | 32672059 | BW   |
| Gabelsberger Straße 2 52° 8′ 2″ N, 10° 58′ 34″ O   | Garten      | | 32692509 | BW   |
| Gabelsberger Straße 2 52° 8′ 2″ N, 10° 58′ 34″ O   | Taubenhaus  | | 32672040 | BW   |
| Gabelsberger Straße 2 b 52° 8′ 2″ N, 10° 58′ 36″ O | Wohnhaus    | Eingeschossiger, unterkellerter und verputzter Ziegelbau auf Natursteinsockel unter Mansarddach in Krempziegeldeckung. Schlichtes Fenstergefüge, Gebäudeecken durch Fugenschnitt hervorgehoben. Ausgebautes Dachgeschoss mit Dachhäuschen. | 32672077 | BW   |
| Gabelsberger Straße 2 b 52° 8′ 2″ N, 10° 58′ 36″ O | Stall       | | 32672094 | BW   |

### Gruppe: Hakebergischer Hof
Die Gruppe hat die ID: 32630599. Ursprünglich eine Einheit bildende Hofanlage mit beachtlichen Fachwerkgebäuden vom Ende des 18. Jh.

| Lage                                          | Bezeichnung | Beschreibung | ID       | Bild |
| --------------------------------------------- | ----------- | --- | -------- | ---- |
| Beguinenstraße 12 52° 8′ 27″ N, 10° 58′ 11″ O | Wohnhaus    | Zweigeschossiger Eichenfachwerkbau auf Natursteinsockel unter Schopfwalmdach in Ziegelpfannendeckung mit ausgebauten DG. Achsenmittiger Eingang, überformt durch modernen Vorbau, über der Eingangstür Inschrift mit der Datierung „1782“. Symmetrisches Fachwerkgefüge mit gekuppelten Ständern und zweifeldigen Streben, verputzte Ziegelausfachung. OG mit geringer Auskragung. Achsenmittiges Zwerchhaus auf der Nord und Südseite, mit Ochsenauge, von modernen Schleppgauben flankiert. Rückwärtig massiv verändert. | 32671092 | BW   |
| Beguinenstraße 13 52° 8′ 26″ N, 10° 58′ 10″ O | Wohnhaus    | Eingeschossiger Fachwerkbau auf Natursteinsockel unter nach Süden abgewalmten Satteldach in Falzziegeldeckung mit ausgebautem DG. Ost- und Westseite mit Mittelrisalit mit Drempel und Zwerchgiebel. Fachwerkgefüge mit gekuppelten Ständern und verputzter Ausfachung. Dachhaus zum Süden und zwei Schleppgauben zum Osten, Ostseitig zwei Eingänge. | 32671109 | BW   |

### Gruppe: Herrenstraße 1 – 5
Die Gruppe hat die ID: 32630762. Straßenbildwirksame geschlossene Häuserzeile mit zweigeschossigen Wohnhäusern des 19. Jh.

| Lage                                       | Bezeichnung | Beschreibung | ID       | Bild |
| ------------------------------------------ | ----------- | --- | -------- | ---- |
| Herrenstraße 1 52° 8′ 21″ N, 10° 57′ 53″ O | Wohnhaus    | | 32672629 | BW   |
| Herrenstraße 2 52° 8′ 20″ N, 10° 57′ 53″ O | Wohnhaus    | Zweigeschossiger, traufständiger und unterkellerter verputzter Ziegelbau auf verputztem Natursteinsockel unter Satteldach. Außermittiger Eingang mit Segmentbogensturz, Fenster in geohrter Putzeinfassung.                                                                                | 32672646 | BW   |
| Herrenstraße 3 52° 8′ 20″ N, 10° 57′ 53″ O | Wohnhaus    | Zweigeschossiger, traufständiger Fachwerkbau auf verputztem Natursteinsockel unter Satteldach in Ziegelpfannendeckung. Achsenmittiger Eingang hinter Freitreppe, symmetrisches Fachwerkgefüge mit zweifeldigen Streben und verputzter Ziegelausfachung.                                    | 32672663 | BW   |
| Herrenstraße 4 52° 8′ 20″ N, 10° 57′ 53″ O | Wohnhaus    | Zweigeschossiges Fachwerkhaus auf verputztem Naturstein-Kellersockel unter Satteldach. Außermittiger östlicher Zugang, symmetrisches Fachwerkgefüge mit zweifeldigen Streben und verputzter Ziegelausfachung.                                                                              | 32672680 | BW   |
| Herrenstraße 5 52° 8′ 19″ N, 10° 57′ 53″ O | Wohnhaus    | Zweigeschossiges Fachwerkhaus auf verputztem Naturstein-Kellersockel unter Satteldach. Leicht außermittiger östlicher Zugang, symmetrisches Fachwerkgefüge mit zweifeldigen Streben und verputzter Ziegelausfachung. Um 1755 südlicher Teil der Herrenmühle, 1829 Abriss und Wiederaufbau. | 32672697 | BW   |

### Gruppe: Kanzlerhof
Die Gruppe hat die ID: 32630999. Stadtgeschichtlich bedeutende Anlage des Kanzlerhofs mit teils in Bruchstein und teils in Fachwerk errichteten Wirtschaftsgebäuden des 18. Jh., sowie einem Ziegel-Wirtschaftsgebäude von um 1905. Hoffläche in Elmkalksteinpflasterung.

| Lage                               | Bezeichnung  | Beschreibung | ID       | Bild |
| ---------------------------------- | ------------ | --- | -------- | ---- |
| Tränke 52° 8′ 19″ N, 10° 57′ 55″ O | Scheune      | Eingeschossige große Fachwerkscheune auf verputztem Natursteinsockel unter hohen Satteldach in Krempziegeldeckung. Westgiebeldreieck mit Ziegelbehang, große Durchfahrt vom östlichen Giebelfeld, im Osten eingeschossiger Fachwerkanbau unter Pultdach mit Krempziegeldeckung. Ausfachungen in verputzter Ziegel- und Natursteinsetzung.                                                            | 32676088 | BW   |
| Tränke 52° 8′ 19″ N, 10° 57′ 56″ O | Schmiede     | Eineinhalbgeschossiger, geschlämmter Natursteinbau auf Natursteinsockel unter Halbwalmdach in Ziegelpfannendeckung. Süd- und Nordseite sowie westliche Teil tw. in Eichenfachwerk mit verputzter Natursteinausfachung. OG und Giebelfeld östlich in Ziegelbehang. Nördlich große Tordurchfahrt mit Wappenstein über Bogenscheitel mit inschriftlicher Datierung auf „1734“. Vorgelagerte Holztreppe. | 32676105 | BW   |
| Tränke 52° 8′ 20″ N, 10° 57′ 57″ O | Lagergebäude | | 32676122 | BW   |

### Gruppe: Kesselstraße 8, 9, 11
Die Gruppe hat die ID: 32630798. Gruppe von Fachwerkwohnhäusern des 17. und 19. Jh.

| Lage                                        | Bezeichnung | Beschreibung | ID       | Bild |
| ------------------------------------------- | ----------- | --- | -------- | ---- |
| Kesselstraße 8 52° 8′ 20″ N, 10° 57′ 38″ O  | Wohnhaus    | Zweigeschossiger, traufständiger Fachwerkbau auf Natursteinsockel unter Schopfwalmdach. Symmetrische Ziegelausfachung mit gestrichener Ziegelausfachung, achsenmittiger Zugang hinter Freitreppe mit Hochpodest. Westlich ein eingezogener und niedrigerer Anbau mit Tordurchfahrt, verkleidet in Betonfaserplattenbehang. Ehemalige Brinksitzerstelle von vor 1644. | 32673477 | BW   |
| Kesselstraße 9 52° 8′ 21″ N, 10° 57′ 37″ O  | Wohnhaus    | Zweigeschossiger Eichenfachwerkbau auf verputztem Ziegelsockel unter zum Westen abgewalmten Satteldach in Ziegelpfannendeckung, zum Süden mit zwei Dachhäuschen. Südlich eingeschossige Auslucht unter abgeschlepptem Dach, Eingang zur Südseite. Fachwerkgefüge mit verputzter Ziegelausfachung, akzentuiert mit Bordüren. Vorkragendes OG über Sichtgebälk, in den Brüstungsfächern Fußstrebenpaare. Westliche Giebelseite mit späteren Ziegelblendmauerwerk, Giebelfeld in Ziegelbehang.   | 32673494 | BW   |
| Kesselstraße 11 52° 8′ 21″ N, 10° 57′ 36″ O | Wohnhaus    | Zweigeschossiger traufständiger und unterkellerter Fachwerkbau auf verputztem Natursteinhochsockel unter Satteldach in Krempziegeldeckung. Leicht außermittiger südlicher Hauptzugang hinter Freitreppe, Fachwerkgefüge mit zweifeldigen Streben und Ziegelsichtausfachung. Zur östlichen Gebäudeseite große Tordurchfahrt mit Rundbogen. Östliche Giebelseite mit Sichtfachwerk im EG, im OG und Giebelfeld in Krempziegelbehang. Westliche Giebelseite in späterem Betonfaserplattenbehang. | 32673511 | BW   |

### Gruppe: Kirche und Pfarrhaus St. Marien
Die Gruppe hat die ID: 32630546. Ortsgeschichtlich wichtige und städtebaulich wirksame Gebäudegruppe mit Kirche, Pfarrhaus und Pfarrwohnheim St. Marien / Maria Hilfe der Christen.

| Lage                                             | Bezeichnung                     | Beschreibung | ID       | Bild           |
| ------------------------------------------------ | ------------------------------- | --- | -------- | -------------- |
| Anna-Sophien-Straße 5 52° 8′ 4″ N, 10° 58′ 15″ O | Kirche Maria Hilfe der Christen | Dreischiffige neogotische Basilika in bossiertem Sandsteinquadermauerwerk unter Satteldach/Pultdächern mit polygonalem Chorschluss, außermittigen Westturm und westlichen Dachreiter. Seitenschiffe mit in Blendmaßwerk eingespannten und in drei Bahnen unterteilten Spitzbogenfenster, Obergaden mit zweibahnigen Maßwerkfenstern und Zickzackfries an der Traufe, vertikale Gliederung durch Strebepfeiler. Eingezogener Chor mit großen Spitzbogenfenstern, hohen Sockelgesims und Zickzack- wie auch Bogenfries. Von Maximilian Jagielski erbaut.                                                 | 32670642 | Weitere Bilder |
| Anna-Sophien-Straße 5 52° 8′ 6″ N, 10° 58′ 15″ O | Pfarrhaus                       | Freistehender, weit zurückgesetzter eingeschossiger, verputzter Ziegelbau auf Natursteinsockel unter Schopfwalmdach in Ziegelpfannendeckung. Zur Südseite Mittelrisalit sowie Balkonterrasse, zur Nordseite Hauptzugang hinter Windfang unter Schleppdach sowie zweieinhalbgeschossiger polygonaler Treppenturm. Im EG rundherum als Strebepfeiler in Quadermauerwerk ausgebildete Gebäudeecken. Fenster mit breiten Segmentbögen, Südwestecke und im Norden scheitrecht, teils mit Klappläden. Giebelseiten leicht vorkragend in Zierfachwerk, zur Nordseite Zwerchhaus über Ziegelpfannen-Blendband. | 32670660 |                |
| Anna-Sophien-Straße 5 52° 8′ 4″ N, 10° 58′ 16″ O | Einfriedung                     | Kircheneinfriedung in Form eines verputzten Ziegelsockels mit spitzbogigen Pfeilern mit Vierpass und eingezapften gusseisernen Sprossenzaun. | 32692947 | BW             |
| Anna-Sophien-Straße 6 52° 8′ 2″ N, 10° 58′ 15″ O | Pfarrheim                       | Zweigeschossiger verputzter Ziegelbau unter Schopfwalmdach. Fassadengliederung durch Lisenen und vorgelagerte Strebepfeiler, Giebelseiten mit Blendmaßwerk, im Süden mit Fensterrosen und Vierlingsfenstern im Giebelfeld. Fenster im EG mit breiter überstabter Segmentbogeneinfassung, im OG schmaler. Zur Nordostecke ein Seitenrisalit, nördlich ein schmales Zwerchhaus. Innerer Gebäudeschnitt mit Kapelle, Schulzimmer und Wohnung. | 37162719 |                |

### Gruppe: Klosterfreiheit 32, 33
Die Gruppe hat die ID: 32630826. Kleine Fachwerkbaugruppe des 18. Jh. im Bereich der ehemaligen Klosterfreiheit.

| Lage                                           | Bezeichnung | Beschreibung | ID       | Bild |
| ---------------------------------------------- | ----------- | --- | -------- | ---- |
| Klosterfreiheit 32 52° 8′ 21″ N, 10° 57′ 35″ O | Wohnhaus    | | 32673974 | BW   |
| Klosterfreiheit 33 52° 8′ 21″ N, 10° 57′ 35″ O | Wohnhaus    | Zweigeschossiger, traufständiger Fachwerkbau auf verputztem Natursteinsockel unter nach Süden abgewalmten Satteldach in Krempziegeldeckung. Fachwerkgefüge mit verputzten Ziegelausfachungen, Hauseingang auf der Ostseite, freistehendes Giebelfeld in Krempziegelbehang. | 32673991 | BW   |

### Gruppe: Klostergut  St. Lorenz
Die Gruppe hat die ID: 32630810. Die orts- und landschaftsbildprägende Domäne ist innerhalb des 1221 gegründeten Augustinerchorherrenstifts. Zum Kernbestand gehören die Klostergebäude mit der im romanischen/spätgotischen Kirche St. Lorenz sowie den im Kern spätgotischen Konventsgebäuden, die später zu Wirtschaftszwecken umgeformt wurden. Rudimentäre Kalksteinpflasterung, insbesondere im westlichen Hofbereich und am Rand der Häuserbebauung. Intakte Klostermauer umfasst den Bereich des südlichen Kirchhofes und des Gartenbereiches.

| Lage                                            | Bezeichnung                     | Beschreibung | ID       | Bild           |
| ----------------------------------------------- | ------------------------------- | --- | -------- | -------------- |
| Klosterfreiheit 52° 8′ 19″ N, 10° 57′ 25″ O     | Kirchhof                        | | 32689848 |                |
| Klosterfreiheit 52° 8′ 18″ N, 10° 57′ 24″ O     | Einfriedung                     | Klostermauern des Klostergutes St. Lorenz als Kalkbruchsteinmauer mit Natursteinabdeckplatten als Mauerkronen. Eingrenzung des südlichen Bereiches des Kirchhofes, des Klostergartens sowie den ehemaligen Klausurbereich. Die Klostermauer verläuft auch zwischen den jüngeren Gebäuden der Domäne oder ist in ihren aufgehenden Mauerwerken integriert. | 32693737 |                |
| Klosterfreiheit 52° 8′ 20″ N, 10° 57′ 23″ O     | St. Lorenz - Kirche             | Den Kernbau bildet eine romanische Basilika (1120 Baubeginn) mit Querhaus sowie zwei Osttürmen von 1235, 1491/92(i) folgte ein Neubau des spätgotischen Langhaussaales. An der Ostseite befindet sich eine Rundapsis mit Bogenfries, darüber hohe Rundbogenfenster, oberer Abschluss mit schiefergedecktem Kegeldach. Im Giebelfeld des Chorhauses sind gekuppelte Bogenfenster mit Teilungssäulchen. Die flankierenden Türme sind unten mit Rundbogenfenstern, Turmschaft mit Lichtfenstern, und der Glockenstuhl mit rundbogigen Schallarkaden mit eingezogenen Zwillingsfenstern mit Teilungssäulchen versehen. Oberer Abschluss mit schiefergedeckten Knickhelmen, am nördlichen Turm ein eingelassene Uhr. Querhaus mit hohem Gurtgesims und Rundbogenfenstern, im Mauerwerk zahlreiche zugesetzte Rundbögen sowie Rundbogenportale im Erdgeschoss. Chor, Türme und Querhaus in Natursteinsichtmauerwerk. Langhaus im Süden mit Seiteneingang und mit großen zweibahnigen Spitzbogenfenstern mit Flamboyant-Maßwerken. | 32673667 | Weitere Bilder |
| Klosterfreiheit 52° 8′ 21″ N, 10° 57′ 24″ O     | Konventsgebäude                 | Zweigeschossiger Massivbau in Bruchsteinmauerwerk unter abgewinkeltem Satteldach in Ziegelpfannendeckung, direkt an Westarm des Querhauses der Kirche anschließend. Inhomogene Durchfensterung: Spitzbogenöffnungen, im Osten teils zugemauert, westlicher zugemauerter Rundbogen, scheitrechte Wirtschaftsöffnungen teils in Ziegelfassung, teils mit massiven Gewändeeinfassungen. Im Keller Tonnengewölbe, Dachwerk als doppelte Kehlbalkenkonstruktion ausgebildet. Im Mauerwerk Reste romanischer und gotischer Vorgängerbauten (Rundbogen am nördlichen Ende der Westwand, Spuren spätgotischer Wandmalereien). Laut Inschriften im Wesentlichen Bestand von 1457 und 1495. | 32673642 | BW             |
| Klosterfreiheit 52° 8′ 20″ N, 10° 57′ 23″ O     | Nebengebäude                    | Rest des gotischen Kreuzgang-Westflügels. Kleiner Massivbau unter Satteldach in Ziegelpfannendeckung. | 32669225 | BW             |
| Klosterfreiheit 52° 8′ 21″ N, 10° 57′ 25″ O     | Konventsgebäude                 | Mehrgeschossiger Massivbau aus Bruchsteinmauerwerk unter Satteldach. Inhomogene Durchfensterung verschiedener Bauphasen. Im EG Wirtschaftsöffnungen, weitere teils zugesetzte Öffnungen in Segmentbogenform mit Ziegeleinfassungen, teils mit Naturwerksteineinfassungen. Zugesetzte liegende Quader mit Natursteineinfassungen weisen auf ein Zwischengeschoss, ganz oben gekuppelte Fenster, wohl aus der Renaissance. | 32673693 | BW             |
| Klosterfreiheit 9 c 52° 8′ 20″ N, 10° 57′ 26″ O | Prälatenwohnhaus                | Zweigeschossiger Fachwerkbau auf hohem Naturstein-Kellersockel unter Walmdach in Ziegelpfannendeckung. Süd- und Westfassade vollständig in Krempziegelbehang. Zur Nordseite symmetrisches Sichtfachwerk mit zwei und dreifeldigen Streben und verputzter Ziegelausfachung, im EG ursprünglich Hauptzugang hinter Freitreppe, heute in der Südfassade zum Kirchhof. | 32673830 |                |
| Klosterfreiheit 52° 8′ 21″ N, 10° 57′ 23″ O     | Stall                           | Eingeschossiger Massivbau unter Satteldach in Ziegelpfannendeckung. An östlicher Traufseite Wirtschaftsöffnungen sowie zwei Fachwerk-Ladeerker. Fenster mit scheitrechten massiven Gewänden. | 32673618 | BW             |
| Klosterfreiheit 52° 8′ 22″ N, 10° 57′ 24″ O     | Scheune                         | Längsdurchfahrtsscheune als 34 Gebinde langer Fachwerkbau auf Bruchsteinsockel unter Schopfwalmdach in Ziegelpfannendeckung. Westgiebel massiv in Bruchsteinmauerwerk, ansonsten ein symmetrisches Fachwerkgefüge mit Ziegelsichtausfachung sowie Aussteifungen mit Fachwerkfiguren. Im Kern vermutlich aus der Mitte des 17. Jh., nach Süden eine nachträglich angebaute Längsdurchfahrt. Im Schwellbalken befindet sich eine Inschrift mit der Datierung „1704“. | 32673593 | BW             |
| Klosterfreiheit 9 d 52° 8′ 22″ N, 10° 57′ 26″ O | Wohnhaus                        | Wohnhaus als östlicher Kopfbau der Scheune gegenüber des Prälaten-Wohnhauses, nachträglich durch Stallteil mit Scheune verbunden. Eingeschossiger Massivbau in Bruchstein-Mauerwerk unter Satteldach in Ziegelpfannendeckung. Öffnungen in Werksteineinfassungen, östliches Giebelfeld in Sichtfachwerk im frühen 19. Jh. errichtet, um 1900 im Ostteil erweitert. Gewölbekeller im Ostteil mit einer älteren Tonne, im Westteil mit einer jüngeren zweijochigen Kappendecke. | 32673854 | BW             |
| Klosterfreiheit 9 d 52° 8′ 22″ N, 10° 57′ 26″ O | Gewölbekeller                   | Klostergut St. Lorenz | 32692418 | BW             |
| Klosterfreiheit 9 e 52° 8′ 22″ N, 10° 57′ 27″ O | Pächterhaus                     | Zweigeschossiger, traufständiger Fachwerkbau auf hohem Natursteinsockel unter Walmdach in Ziegelpfannendeckung. Im Sockelbereich ein bauzeitlicher Gewölbekeller mit Quertonne, erweitert als Kappengewölbe in Firstrichtung um fünf Gefache im späten 19. Jh. Ehemalige Außentreppe durch jüngeren Vorbau überformt, im Inneren Ausbaustand des 19. Jh. Symmetrisches Fachwerkgefüge mit verputzter Ziegelausfachung, gekuppelten Ständern und K-Streben. Außermittiger Frontispitz in der Eingangsachse. | 32673879 |                |
| Klosterfreiheit 52° 8′ 23″ N, 10° 57′ 28″ O     | Wirtschaftsgebäude              | Eingeschossiger Fachwerkbau auf einem hohen massiven Sockelgeschoss unter Satteldach in Ziegelpfannendeckung. OG in Fachwerk in Ziegelausfachung, im inneren Hof- und Waschküche, vermutlich auch Backofen und Räucherkammer. In der Flucht des Pächterwohnhauses als Verlängerung nach Norden. | 32669354 | BW             |
| Klosterfreiheit 52° 8′ 24″ N, 10° 57′ 25″ O     | Garten                          | | 32673570 | BW             |
| Klosterfreiheit 52° 8′ 24″ N, 10° 57′ 29″ O     | Toranlage                       | Toranlage von Süden („Klosterfreiheit“) auf den Wirtschaftshof; von Osten („Klostergasse“) auf den Wirtschaftshof; von Norden („Klosterweg“) auf den Wirtschaftshof; von Westen („Klostergarten“) auf den Wirtschaftshof. Torpfeiler aus Naturstein mit Prellsteinen und oben gestalterisch divergierenden Kapitellen, flankiert von jeweils einem Fußgängerdurchgang. | 32669178 | BW             |
| Klosterfreiheit 9 f 52° 8′ 24″ N, 10° 57′ 31″ O | Schäferwohnhaus                 | Westlicher Kopfbau des Schafstalls, eingeschossiger Massivbau in Bruchsteinmauerwerk auf Sockel unter eingezogenem Satteldach in Ziegelpfannendeckung. Segmentbogenöffnungen mit Ziegelsetzungen im Sturzbereich. Im Keller ein Kappengewölbe. | 32673900 | BW             |
| Klosterfreiheit 52° 8′ 24″ N, 10° 57′ 31″ O     | Schafstall                      | Eingeschossiger, langgestreckter Massivbau unter hohem Satteldach, mit großen Einfahrtstoren, hochliegende kleine Segmentbogenfenster sowie symmetrisch angelegte Ladeerker in der Südfassade. Dacheindeckung mit Linkskremper. Ehemaliger Schafstall. | 32669245 | BW             |
| Klosterfreiheit 52° 8′ 22″ N, 10° 57′ 29″ O     | Wagenschauer/Pferdestall        | Gegenüber des Pächterwohnhauses gelegener veränderter Massivbau aus Bruchsteinmauerwerk unter Satteldach in Ziegelpfannendeckung. Zur westlichen Traufseite Wirtschaftsöffnungen sowie achsenmittiger Ladeerker, Fenster in Segmentbogenform mit Ziegelsetzung in den Stürzen. Zur nördlichen Giebelseite erkennbare Anker, rückwärtiges Mauerwerk auf Fundamenten der inneren Klostermauer errichtet. | 32669267 | BW             |
| Klosterfreiheit 52° 8′ 21″ N, 10° 57′ 29″ O     | Nebengebäude                    | Weitgehend unveränderter Massivbau in Kalkbruchstein unter Satteldach. Ladeluke mittig zum Dachboden, zwischen Remise und der Scheune mit Durchfahrt zur „Klosterfreiheit“. | 32669334 | BW             |
| Klosterfreiheit 52° 8′ 20″ N, 10° 57′ 29″ O     | Scheune                         | Eingeschossiger Massivbau unter Satteldach in Ziegelpfannendeckung, mit einer Querdurchfahrt von der Straße „Klosterfreiheit“ zum Wirtschaftshof, im Eckbereich zwischen Speicher und Stallscheune gelegen. | 32669289 | BW             |
| Klosterfreiheit 52° 8′ 20″ N, 10° 57′ 28″ O     | Stallspeicher                   | Zweigeschossiger Massivbau aus Kalkbruchsteinmauerwerk auf niveauausgleichendem Sockel, mit Drempelgeschoss als Lüftungsschlitzgaube über die volle Trauflänge unter mächtigen Halbwalmdach. Segmentbogenfenster mit Werksteineinfassungen, zur Hofseite Wirtschaftstore sowie Ladeluken. Exponierte Lage am südlichen Rand des Klostergutes. | 32669311 | BW             |
| Klostergasse 3 52° 8′ 23″ N, 10° 57′ 31″ O      | Landarbeiterwohnhaus            | Eingeschossiger, traufständiger und unterkellerter Ziegelbau auf Natursteinsockel unter Schopfwalmdach. Segmentbogenfenster, südlich ein achsenmittiger Hauseingang hinter Freitreppe. An der östlichen Zufahrt zum Wirtschaftshof gelegen, das einzige noch weitgehend intakte Landarbeiterwohnhaus des Klostergutes. | 32674026 | BW             |
| Klosterfreiheit 8 52° 8′ 21″ N, 10° 57′ 31″ O   | Klosterkrug                     | Zweigeschossiger, traufständiger Fachwerkbau auf verputztem Natursteinsockel unter Satteldach in Krempziegeldeckung. Außermittiger Eingang mit Vordach, EG mit verputzter Ziegelunterfangung. Obergeschoss in Sichtfachwerk mit zweifeldigen Streben und verputzter Ziegelausfachung. Achsenmittiges südliches Zwerchhaus, dort im Schwell- und Brustriegel farbig gefasste Inschriften mit der Datierung „1769“. Fenster profiliert und farbig gefasst. Westgiebel in den Obergeschossen in Krempziegelbehang, im Erdgeschoss Fenster mit Klappläden. Im Inneren originäre Treppenanlage. Zum Kloster gehörende alte Klosterkrug 1474 erstmalig erwähnt, 1769 erbaute der Kantor der St. Lorenzkirche das Haus. Ab dem 19. Jh. ausschließlich von Handwerksfamilien bewohnt. | 32673773 | BW             |
| Klosterfreiheit 4 52° 8′ 23″ N, 10° 57′ 34″ O   | Wohnhaus Klosterpachtmühle      | Zweigeschossiger Fachwerkbau auf verputztem Kellersockel unter Satteldach mit abgeschrägter nördlicher Fassade. Sockel in Rustika-Putzquaderung und straßenseitige Erdgeschossfassade Fugenschnitt sowie Rustika-Elementen. Fenster teils mit Putzeinfassungen, durchgehendes geschosstrennendes Gurtgesims als Naturstein-Imitat in Putz. Rest der Fassade glatt verputzt, im OG profilierte holzgefasste Fenster. Giebelfeld in Zierfachwerk, Dachüberstand auf profilierten Konsolen. | 32673718 | BW             |
| Klosterfreiheit 4 52° 8′ 23″ N, 10° 57′ 34″ O   | Hintergebäude Klosterpachtmühle | Zweigeschossiger Fachwerkbau auf Natursteinsockel unter Satteldach in Krempziegeldeckung. Nördliche Fassade ganzheitlich verputzt. Gebäude außerhalb der Klostermauern. | 32692165 | BW             |
| Klosterfreiheit 4 52° 8′ 23″ N, 10° 57′ 34″ O   | Nebengebäude Klosterpachtmühle  | Zweigeschossiger verputzter Massivbau mit niedriger Deckenhöhe unter Pultdach. Straßenseitige Fassadenhervorhebung durch Lisenen und ein Konsolfries. | 32694333 | BW             |

### Gruppe: Neuetor 21 – 24
Die Gruppe hat die ID: 32630870.

| Lage                                  | Bezeichnung         | Beschreibung | ID       | Bild |
| ------------------------------------- | ------------------- | --- | -------- | ---- |
| Neuetor 21 52° 8′ 24″ N, 10° 58′ 3″ O | Wohnhaus            | Dreigeschossiger, traufständiger Fachwerkbau unter Satteldach in Krempziegeldeckung. EG durch Ladeneinbau massiv verändert. OGs über profiliertem Gebälk vorkragend, im ersten OG Schwelle mit Inschrift. Brüstungen durchgängig mit Fußstrebenpaaren ausgesteift. Fachwerkgefüge kaum verändert mit verputzter Ziegelausfachung, freistehende Giebelfelder in Ziegelpfannenbehang.                     | 32674581 | BW   |
| Neuetor 22 52° 8′ 24″ N, 10° 58′ 3″ O | Wohnhaus            | | 32674598 | BW   |
| Neuetor 23 52° 8′ 23″ N, 10° 58′ 3″ O | Wohnhaus            | Dreigeschossiges, traufständiges Fachwerkhaus unter Satteldach in Ziegelpfannendeckung. EG mit modernen Ladeneinbauten, Fachwerk durch Eisenträger und –stützen unterfangen. OGs in Fachwerkbauweise, drittes OG vorkragend über profiliertem Gebälk, Schwelle und Füllhölzer mit Zahnschnitt und Taubändern verziert. Brüstungsfelder ganz oben mit Andreaskreuzen ausgesteift, Ausfachungen verputzt. | 32674615 | BW   |
| Neuetor 24 52° 8′ 23″ N, 10° 58′ 3″ O | Wohn-/Geschäftshaus | | 32669414 | BW   |

### Gruppe: Ohrsleber Weg 1
Die Gruppe hat die ID: 32630905. Einheitlich gestaltete Hofanlage mit baukünstlerisch beachtlichem Wohnhaus und Nebengebäuden aus dem Jahre 1882.

| Lage                                       | Bezeichnung  | Beschreibung | ID       | Bild |
| ------------------------------------------ | ------------ | --- | -------- | ---- |
| Ohrsleber Weg 1 52° 8′ 2″ N, 10° 58′ 20″ O | Nebengebäude | Zweigeschossiger Natursteinbau auf Sockel unter Satteldach in Krempziegeldeckung. Nordwestgiebel mit Ortganggesims sowie Treppenfries, Wirtschaftsöffnungen mit Segmentbögen, Schirmdach auf der Nordostseite. | 32674963 | BW   |
| Ohrsleber Weg 1 52° 8′ 3″ N, 10° 58′ 21″ O | Wohnhaus     | Zweigeschossiger und unterkellerter, hellroter Ziegelbau auf hohen Natursteinsockel unter Satteldach auf Drempel. Südlich eineinhalbgeschossiger Gebäudeflügel mit Eingangsvorbau mit vorgelagerter Treppe zur südlichen Giebelseite. Kellerfenster mit Segmentbögen, im EG scheitrechte Fenster, teils gekuppelt mit klassizistischer Einfassung, zur südwestlichen Achsenmitte weiterer Zugang mit darüber befindlichen Rundbogenfenster. Zur Nordseite zweigeschossiger Flügel als Kopfbau mit gestalterisch überhöhten Einfassungen der Neorenaissance. Gebäudeecken durch Lisenen, Drempelzone durch quadratische Fenster sowie Putzbänderung betont, an der Traufe Kranzgesims. | 32674929 | BW   |
| Ohrsleber Weg 1 52° 8′ 3″ N, 10° 58′ 22″ O | Nebengebäude | Eingeschossiger kleiner Natursteinbau unter Satteldach mit auf der Nordostseite angebautem Ziegelbau auf Natursteinsockel. Fenster und Hauseingänge mit Segmentbögen. | 32674946 | BW   |
| Ohrsleber Weg 1 52° 8′ 3″ N, 10° 58′ 22″ O | Mauer        | Grundstückseinfriedung mit Kalkstein-Bruchsteinmauer mit Pfeilern mit Kelchkapitellen, teils in Bruchstein und teils in Ziegelmauerwerk. Teilweise Staketenzaun auf Naturstein-Sockelunterbau. | 32674980 | BW   |

### Gruppe: Plan 1–3
Die Gruppe hat die ID: 32630930. Gruppe dreier zweigeschossiger Fachwerkwohnhäuser des 17. Jh. mit reichverzierten Geschossvorkragungen.

| Lage                               | Bezeichnung | Beschreibung | ID       | Bild |
| ---------------------------------- | ----------- | --- | -------- | ---- |
| Plan 1 52° 8′ 23″ N, 10° 58′ 17″ O | Wohnhaus    | Zweigeschossiger, traufständiger Fachwerkbau auf Natursteinsockel unter Satteldach in Ziegelpfannendeckung. Leicht außermittiger Hauptzugang, Fachwerkgefüge im Erdgeschoss mit gekuppelten Ständern, im OG mit Fußstrebenpaaren in den Brüstungsbereichen, verputzte Ausfachung. In Traufhöhe befinden sich profilierte Knaggen. Grundstückseinfriedung durch Hecke und Jägerzaun. | 32675069 |      |
| Plan 2 52° 8′ 23″ N, 10° 58′ 17″ O | Wohnhaus    | | 32675086 |      |
| Plan 3 52° 8′ 23″ N, 10° 58′ 18″ O | Wohnhaus    | Zweigeschossiger, traufständiger Fachwerkbau auf Natursteinsockel unter Satteldach. Im EG außermittiger Zugang mit holzgeschnitzter Eingangstür. Vorkragendes OG über geschnitztem Gebälk, Andreaskreuze in den Brüstungsfächern, verputzte Ziegelausfachung. Im Schwellbalken Inschrift mit Datierung „1682“.                                                                      | 32675103 |      |

### Gruppe: Salzstraße 15 – 17
Die Gruppe hat die ID: 32631214. Straßenbildwirksame geschlossene Häuserzeile dreier Fachwerk-Wohnhäuser der Mitte des 19. Jh.

| Lage                                      | Bezeichnung | Beschreibung | ID       | Bild |
| ----------------------------------------- | ----------- | --- | -------- | ---- |
| Salzstraße 15 52° 8′ 15″ N, 10° 57′ 58″ O | Wohnhaus    | Zweigeschossiger, traufständiger unterkellerter Fachwerkbau, auf verputztem Natursteinsockel unter südlich abgewalmten Satteldach in Krempziegeldeckung. Fachwerkgefüge mit zweifeldigen Streben und gestrichener Ziegelausfachung, rückwärtig verputzte Ausfachung die Gebälkzone ist verbrettert. Südliches Giebelfeld im EG verputzt, im OG in Krempziegelbehang.         | 32675856 |      |
| Salzstraße 16 52° 8′ 16″ N, 10° 57′ 58″ O | Wohnhaus    | Zweigeschossiger, traufständiger und unterkellerter Fachwerkbau auf Natursteinsockel unter Satteldach in Krempziegeldeckung. Achsenmittiger Zugang über zweiläufige Treppe, Fachwerkgefüge mit dreifeldigen Streben und gestrichener Ziegelausfachung, Gebälkzone mit Brettgesims verblendet. Rückwärtig eingeschossiger verputzter Ziegelanbau unter Flachdach von um 1900. | 32675873 |      |
| Salzstraße 17 52° 8′ 16″ N, 10° 57′ 58″ O | Wohnhaus    | Zweigeschossiges Fachwerkhaus in Ecklage auf gestrichenem Natursteinsockel unter nach Norden abgewalmten Satteldach in Krempziegeldeckung mit ausgebautem DG. Hofseitiger Hauseingang, Fachwerkgefüge mit zweifeldigen Streben und Ausfachung in Ziegelziersetzung. | 32675890 |      |

### Gruppe: Salzstraße 26 – 30
Die Gruppe hat die ID: 32630966. Straßenbildwirksame Gruppe von Fachwerkwohnhäusern, überwiegend aus dem 18. Jh.

| Lage                                      | Bezeichnung | Beschreibung | ID       | Bild |
| ----------------------------------------- | ----------- | --- | -------- | ---- |
| Salzstraße 26 52° 8′ 19″ N, 10° 57′ 59″ O | Wohnhaus    | Zweigeschossiger Fachwerkbau auf Ziegelsockel unter Satteldach. EG durch Ladeneinbau massiv verändert. OG in Fachwerk mit gekuppelten Ständern, verputzter Ausfachung sowie K-Streben auf nördlicher Giebelseite. | 32675945 |      |
| Salzstraße 27 52° 8′ 19″ N, 10° 57′ 59″ O | Wohnhaus    | Zweigeschossiger Fachwerkbau mit verputzter Ziegelausfachung auf verputztem Natursteinsockel unter nach Süden abgewalmten Satteldach in Krempziegeldeckung. Westliches leicht vorkragendes OG mit Inschrift im Schwellbalken mit Datierung „1711“, Brüstungsfächer mit Fußstrebenpaaren.                                                        | 32675962 |      |
| Salzstraße 28 52° 8′ 20″ N, 10° 57′ 59″ O | Wohnhaus    | Zweigeschossiges, traufständiges Fachwerkhaus auf verputztem Natursteinsockel, unterkellert, unter Satteldach mit Aufschieblingen in Krempziegeldeckung. Achsenmittiger westlicher Eingang, symmetrisches Fachwerkgefüge mit zweifeldigen Sterben sowie verputzter Ausfachung mit Bordürenakzenten. Giebeldreiecke mit Ziegelpfannen verschalt. | 32675979 |      |
| Salzstraße 29 52° 8′ 20″ N, 10° 57′ 59″ O | Wohnhaus    | Traufständig zum kleinen Vorplatz stehendes dreigeschossiges Fachwerkhaus auf Ziegelsockel unter Schopfwalmdach in Ziegelpfannendeckung. EG im Süden und Westen massiv unterfangen. Fachwerkgefüge mit zweifeldigen Streben, OG über profiliertem Gebälk leicht vorkragend. OG am Westgiebel mit Betonfaserplattenbehang.                       | 32675996 |      |
| Salzstraße 30 52° 8′ 20″ N, 10° 57′ 59″ O | Wohnhaus    | Zweigeschossiger, traufständiger Fachwerkbau auf verputztem Sockel unter Satteldach in Ziegelpfannendeckung. EG im nordwestlichen Teil massiv durch Ladeneinbau verändert. Fachwerkgefüge im EG mit gekuppelten Ständern, im OG mit gebogenen Fußstreben. Verputzte Ziegelausfachung.                                                           | 32676013 |      |

### Gruppe: Schloß Schöningen
Die Gruppe hat die ID: 32630649. Das Schloss Schöningen ist eine aus einer mittelalterlichen Burg hervorgegangene vierflügelige Schlossanlage des späten 16. und des frühen 17. Jh. Mittelalterliche Fundamente in den beiden quadratischen Flankentürmen des Osttraktes erhalten, im Südturm die rippengewölbte ehemalige Kapelle für den katholischen Gottesdienst sowie im Südtrakt im Unterbau Teile des alten Palas. Das heute Erscheinungsbild ist wesentlich durch Erneuerungen und Umbauten Ende des 16. und Anfang des 17. Jh. bestimmt.

| Lage                                    | Bezeichnung           | Beschreibung | ID       | Bild           |
| --------------------------------------- | --------------------- | --- | -------- | -------------- |
| Burgplatz 2 52° 8′ 24″ N, 10° 57′ 51″ O | Park                  | | 32671538 | BW             |
| Burgplatz 1 52° 8′ 27″ N, 10° 57′ 52″ O | Park                  | | 32671502 | BW             |
| Burgplatz 2 52° 8′ 22″ N, 10° 57′ 53″ O | Nebengebäude          | Eingeschossiger südlicher Nebenflügel als verputzter Natursteinbau auf Natursteinsockel unter Schopfwalmdach in Ziegelpfannendeckung. Gebäudeecken durch verzahnte Quaderung hervorgehoben. Zur Ostseite scheitrechte Fenster mit Sandsteineinfassungen, hofseitig Segmentbogenöffnungen. | 32671555 | BW             |
| Burgplatz 2 52° 8′ 23″ N, 10° 57′ 53″ O | Wohnhaus              | Zweigeschossiger, unterkellerter und verputzter Ziegelbau auf verputztem Natursteinsockel unter Walmdach in Ziegelpfannendeckung. Gebäudeecken durch Naturstein-Quaderung im Lang-Kurz-Verband hervorgehoben. Zur Ostseite achsenmittiger Risalit mit geohrtem Eingangsportal mit Segmentgiebel mit Wappensteinen „von Freyenhagen und seiner Gemahlin“ mit der Jahreszahl „1767“, davor Freitreppe. Im Mittelrisalit Fenster mit geschwungenem Sturz mit Schlussstein, oben ein Zwerchhaus mit Dreiecksgiebel mit Okulus im Tympanon. Rrestliche Fenster scheitrecht, die Einfassungen in Naturstein. Westseite mit vortretendem Mittelrisalit, dort südlich angeschlossen zweieinhalbgeschossiger Treppenhausturm auf halben Oktogon unter abgewalmten Dach mit Gurtgesimsen, ovalen Fenstern im zweiten OG und Eingängen im Norden und Süden.        | 32671572 |                |
| Burgplatz 2 52° 8′ 24″ N, 10° 57′ 54″ O | Nebengebäude          | Eingeschossiger nördlicher Nebenflügel als verputzter Natursteinbau auf Natursteinsockel unter Schopfwalmdach in Ziegelpfannendeckung. Gebäudeecken durch verzahnte Quaderung hervorgehoben. Zur Ostseite scheitrechte Fenster mit Sandsteineinfassungen, hofseitig Segmentbogenöffnungen. | 32671590 |                |
| Burgplatz 52° 8′ 23″ N, 10° 57′ 56″ O   | Platz                 | Fläche des Burgplatzes mit Baumbestand, Schwengelpumpe sowie einer Bruchsteinmauer. | 32671445 |                |
| Burgplatz 1 52° 8′ 25″ N, 10° 57′ 56″ O | Schlossanlage         | Im Kern mittelalterlicher Ostflügel von Schloss Schöningen mit dem südöstlichen, einst mit hohem Dach versehenen „Grauen Turm“. Dreigeschossiger, verschalter Fachwerkbau unter Walmdach in Ziegelpfannendeckung. Zur Ostseite stark vorkragender Mittelrisalit, Fenstergefüge im EG in großen Bogenfenstern, im OG teils gekuppelt mit Renaissanceprofilierung in Natursteineinfassungen. Zur Westseite außermittiger Giebel mit Zierfachwerk. Südöstlicher Turm mit vorkragendem OG über Bogenfries unter schiefergedecktem Zeltdach. Fenster teils gekuppelt mit Renaissanceprofilierung, zur Südseite ein Renaissance-Erker. Im Ersten Stock die ehemalige quadratischer Schlosskapelle, mit doppelt gekehltem Rippengewölbe, der mit den Gemächern der Herzogin verbunden war. Am Turm Wetterfahne mit den Jahreszahlen 1618, 1741, 1816 und 1872. | 32671519 | Weitere Bilder |
| Burgplatz 1 52° 8′ 26″ N, 10° 57′ 54″ O | Palas                 | Zweigeschossiger Massivbau aus Natursteinmauerwerk unter steilem Satteldach in Ziegelpfannendeckung. Fenster gekuppelt mit Renaissanceprofilierung. Zur Südseite ein achsenmittiger schmaler Risalit. Zur Hofseite ein feingliederiges Renaissanceportal mit barockem Giebelschmuck mit vorgelagerter, zweiläufiger Treppe. Im Kern mittelalterliches Herrenhaus, Flügelbau ab 1568 erweitert, mit Fensterdurchbrüchen zum Hof und Bau einer Wendeltreppe, und 1619 vollendet, mit Verlängerung nach Westen, Einbau Freitreppe und des Portals sowie Errichtung eines Treppenturms. | 32668204 |                |
| Burgplatz 1 52° 8′ 27″ N, 10° 57′ 54″ O | ehem. Pächterwohnhaus | Zweigeschossiger verputzter Massivbau auf verputztem Sockel unter Walmdach in Ziegelpfannendeckung. Zur Hofseite im EG südlicher Kellerzugang mit Rundbogen, mittig Hauptzugang hinter Freitreppe, nördlich Zugang mit Segmentbogen. Natursteingefasste Fenster, im EG kleinformatig, im OG in Renaissance-Einfassung. Geschosstrennendes Traufgesims und nordöstlicher Treppenturm mit Rundbogenzugang. | 32668321 |                |
| Burgplatz 1 52° 8′ 27″ N, 10° 57′ 55″ O | Nordflügel            | Dreigeschossiger Nordflügel der Schlossanlage in geschlämmten Natursteinmauerwerk unter Walmdach in Ziegelpfannendeckung. Gekupplete Fenster im dritten OG mit Natursteineinfassungen in Renaissance-Profilierung, übrige Fenster später hinzugekommen. | 32668221 |                |
| Burgplatz 1 52° 8′ 26″ N, 10° 57′ 56″ O | Wachhaus              | | 32668361 | BW             |
| Burgplatz 1 52° 8′ 24″ N, 10° 57′ 55″ O | Mauer                 | Zwei flankierende Mauern aus Bruchsteinmauerwerk, von den südlichen Torhäusern zum Schlosshof führend, mit nördlichem Rundbogentor. Veränderungen im 19. Jh. | 32671485 | BW             |
| Burgplatz 1 52° 8′ 24″ N, 10° 57′ 56″ O | Wallanlage            | Rudimente des ursprünglichen 1574-1585 festungstechnisch erneuerten Walls östlich und westlich des Schlossbaus erhalten. Auf östlicher Seite verläuft in ca. 50 m Entfernung ein Wall mit vorgelagertem Graben, der sich im Norden in 25 m Entfernung fortsetzt. | 32671466 | BW             |

### Gruppe: Wallstraße 3 – 6
Die Gruppe hat die ID: 32630626. Straßenbildprägende Zeile gut gestalteter Wohnhäuser des Spätklassizismus, errichtet um 1860.

| Lage                                     | Bezeichnung | Beschreibung | ID       | Bild |
| ---------------------------------------- | ----------- | --- | -------- | ---- |
| Wallstraße 3 52° 8′ 14″ N, 10° 58′ 9″ O  | Wohnhaus    | Zweigeschossiger, traufständiger und verputzter Ziegelbau auf Naturstein-Kellersockel unter Satteldach in Krempziegeldeckung auf Drempel. Nördlich seitlicher Eingang hinter Freitreppe, Fenster in geohrter Putzprofilierung. Horizontale Gliederung durch Gurt- und Sohlbankgesims im OG, dort Sturzfelder mit Überdachung, Drempel mit Fensteröffnungen.                                                                             | 32676347 | BW   |
| Wallstraße 4 52° 8′ 14″ N, 10° 58′ 9″ O  | Wohnhaus    | Zweigeschossiger, traufständiger und verputzter Ziegelbau auf Naturstein-Kellersockel unter Satteldach in Krempziegeldeckung auf Drempel. Nördlich seitlicher Eingang hinter Freitreppe, Fenster in profilierter Putzeinfassung. Horizontale Gliederung durch Gurt- und Sohlbankgesimse, im OG Sturzfelder mit Überdachung. Drempel mit Fensteröffnungen.                                                                               | 32676364 | BW   |
| Wallstraße 5 52° 8′ 14″ N, 10° 58′ 10″ O | Wohnhaus    | Zweigeschossiger, traufständiger und verputzter Ziegelbau auf geschlämmten Naturstein-Kellersockel unter Satteldach in Krempziegeldeckung. Achsenmittiger Eingang hinter Freitreppe, im EG Rundbogenfenster. Horizontale Gliederung durch Gurt- und Sohlbankgesimse, im OG scheitrechte Fenster mit Überdachung. | 32676381 | BW   |
| Wallstraße 6 52° 8′ 14″ N, 10° 58′ 11″ O | Wohnhaus    | Zweigeschossiger, traufständiger und verputzter Ziegelbau auf verkleideten Naturstein-Kellersockel unter Satteldach in Ziegelpfannendeckung. Nördlich seitlich platzierter Eingang mit Pilasterfassung und Zahnschnitt sowie kassettierter Tür mit Oberlicht. Scheitrechte und teils gekuppelte Fenster mit Schulterprofil, im OG mit Zahnschnitt. Horizontale Gliederung durch Sohlbankgesimse, Traufgesims mit zusätzlichen Eierstab. | 32676398 | BW   |

### Gruppe: Wildenstein-Leestensche Clus
Die Gruppe hat die ID: 32630750. Orts- und kulturgeschichtlich bedeutende Baugruppe mit spätgotischer Kapelle am Platze eines ehemaligen Lepra-Spitals und ehemaligen Armenhauses als stattlicher Fachwerkbau von 1669. Vor Kirchturm zwei mittelalterliche/neuzeitliche Steinkreuze, die als translozierte Sühnesteine vermutet werden.

| Lage                                              | Bezeichnung | Beschreibung | ID       | Bild |
| ------------------------------------------------- | ----------- | --- | -------- | ---- |
| Helmstedter Straße 22 52° 8′ 43″ N, 10° 57′ 59″ O | Kapelle     | Freistehender, von der Straße weit zurückgesetzter eingeschossiger Saalbau mit geschlämmten Natursteinmauerwerk unter Walmdach in Ziegelpfannendeckung. Zur Ostseite polygonaler Chorschluss, am Dachfirst Glockenhäuschen. Fenster mit Rundbögen sowie abgeschrägten Gewänden, Maßwerke wohl erst nach 1930. Im Inneren Ausstattung aus ehemaliger Schlosskapelle: Altar, Predella, Schnitzfiguren von Tugenden und Engeln von um 1620. Kreuzigungsgemälde nach Rubens von 1662. Rückwärtig moderner Anbau als traufständig anschließender Querflügel, sowie nördlich außenstehender Glockenturm als Schalungsbetonbau, beides Gebäude der Nachkriegsmoderne. | 32672594 |      |
| Helmstedter Straße 23 52° 8′ 42″ N, 10° 57′ 58″ O | Armenhaus   | Zweigeschossiger traufständiger Fachwerkbau unter Walmdach in Ziegelpfannendeckung. Fachwerkgefüge mit symmetrischen Zierfachwerk, zweifeldige Seiten- und Kopfstreben im EG, zur Traufseite mit K-Streben, im OG Andreaskreuze in den Brüstungsfeldern und gekreuzte Rauten in den Seitenverstrebungen. OG vorkragend über geschnitzten Gebälk: Balkenköpfe in Diamantrelief, doppelte Schwelle mit Zahnschnitt und Schiffskehlenprofil mit Diamantband und Kerbschnitt, Füllhölzer mit Kerbschnitt und Zahnschnitt. Im oberen Schwellriegel Inschrift. Westliche Seite im OG mit Ziegelpfannen verblendet. Am östlichen achsenmittigen Eingang eingebautes Renaissanceportal mit Sitznischen und Wappensteinen des Erbauerpaares von Wildenstein und von Lehsten. | 32672612 |      |

### Einzelbaudenkmale
| Lage                                                 | Bezeichnung               | Beschreibung | ID       | Bild           |
| ---------------------------------------------------- | ------------------------- | --- | -------- | -------------- |
| Alversdorfer Weg 3 52° 8′ 21″ N, 10° 58′ 50″ O       | Villa                     | Zweigeschossiger, unterkellerter und verputzter Ziegelbau auf verputztem Natursteinsockel unter flachem Walmdach. Fassadengliederungen mit Sockel-, Gurt- und Traufgesims als Konsolfriese. Hauseingang mit kleiner Freitreppe auf der Süd- und Nordseite. Zur Südseite ein Mittelrisalit auf halbkreisförmigen Grundriss unter Flachdach. Im OG Brüstungsfelder mit Putzzierrat, Fensterunterteilung durch Pilaster im EG und Halbrundsäulen dorischer Ordnung im OG. Zur Südwestecke Putzzierrat mit Pilastern und Architrav. | 32670328 | BW             |
| Alversdorfer Weg 4 52° 8′ 18″ N, 10° 58′ 52″ O       | Villa                     | Zweigeschossiger, unterkellerter und verputzter Ziegelbau auf Natursteinsockel unter alternierender Dachlandschaft in Falzziegeldeckung. Zur Nordwestseite achsenmittig Eingangswindfang hinter Natursteintreppe mit Balustrade und Pfeilerstellung und Bleiverglasung. Darüber großes glasverziertes Segmentbogenfenster, darüber vom verbretterten Zwerchhaus über Sichtgebälk mit Schopfwalm abgeschlossen. Zur Südseite hin vorkragender Risalit mit Freigespärre. Zur Südostseite Mittelrisalit mit Zwerchhaus in Zierfachwerk, zum Osten hin polygonale turmartig ausgestaltete Gebäudeecke mit Zierfachwerk im zweiten OG unter polygonalem Kegeldach in Biberschwanzdeckung. Durchfensterung der ersten zwei Geschosse unter Segmentbögen mit Schlusssteinen in Stuck. Am Nordostgiebel ein Vorbau mit Veranda und Balkon sowie einer vorgelagerten Freitreppe, mit Arkaden mit Säulenstellung sowie Balustraden aus Sandstein. Zufahrtsallee mit alten Kastanien. | 32670380 | BW             |
| Am Mühlenbach 1 52° 8′ 21″ N, 10° 57′ 47″ O          | Doppelwohnhaus            | | 32670401 | BW             |
| Am Mühlenbach 1 52° 8′ 21″ N, 10° 57′ 46″ O          | Wohnhaus                  | | 32677970 | BW             |
| Am Mühlenbach 1 52° 8′ 21″ N, 10° 57′ 46″ O          | Stall                     | Eingeschossiger Ziegelbau auf Natursteinsockel unter Satteldach in Krempziegeldeckung. Mauerwerk zum Teil verputzt, südlicher Riegel der kleinen Hofanlage. | 32668584 | BW             |
| Am Mühlenbach 2 52° 8′ 20″ N, 10° 57′ 45″ O          | ehem. Wassermühle         | Zweigeschossiger, traufständiger Eichenfachwerkbau auf verputztem Natursteinsockel unter nach Süden abgewalmten Satteldach in Krempziegeldeckung. Achsenmittiger Hauptzugang, Fachwerkgefüge im EG teils mit gekuppelten Ständern und teils mit Fußstreben. OG in Zierfachwerk mit Andreaskreuzen in den Brüstungfächern und durchgekreuzten Rauten in geschosshohen Gefachen. Gebälk durch Gesimsprofil verbrettert, im Schwellriegel Inschrift. | 32670418 | BW             |
| Am Wallgarten 30 52° 8′ 15″ N, 10° 57′ 40″ O         | Doppelwohnhaus            | Eingeschossiger, unterkellerter, roter Ziegelbau auf Natursteinsockel unter Satteldach auf Drempel. Nördliche Giebelseite mit Hauptzugang hinter Freitreppe mit Hochpodest sowie geschwungener Brüstung, originale geschnitzte Haustür mit Einfassung im Stile der Neorenaissance. Gebäudeecken durch Pilaster gegliedert, Fenster in profilierten und überdachten Einfassungen, Drempel mit Putzkassetierung. Auf Ostseite Mittelrisalit mit gekuppelten Fenstern, gefasst von Pilasterstellung, vom gesprengten Giebeldreieck mit Protome bekrönt. Risalit flankiert von zwei Dachhäuschen. Giebelfelder mit gekuppelten Fenstern, am Ortgang jeweils gezierte Freigespärre. | 32670520 | BW             |
| Baderstraße 14 52° 8′ 17″ N, 10° 58′ 13″ O           | Wohnhaus                  | Zweigeschossiger, traufständiger und unterkellerter Fachwerkbau, südlich giebelständig geschlossen angebaut, auf verputztem Natursteinsockel unter Mansarddach. Unregelmäßiges Fachwerkgefüge, teils mit K-Streben und teils mit zweifeldigen Streben, verputzte Ziegelausfachung. Das OG in Norden und Westen überkragend. Auf Westseite kleine Gaube, auf Nordseite Zwerchhaus mit Fußwalm. | 32670798 |                |
| Bahnhofstraße 16 52° 8′ 5″ N, 10° 58′ 23″ O          | Villa                     | Zweigeschossiges freistehendes villenartiges Wohnhaus auf Naturstein-Kellersockel unter Satteldach in Ziegelpfannendeckung auf hohen Drempel. Mittelrisalit mit Zwerchgiebel, zum Süden hin eingeschossiger Söller mit späteren Balkon. Zierrat mit Elementen der Neorenaissance und der Neogotik: gekuppelte Fenster mit profilierter Stuckeinfassung, im Risalit mit Pfeiler-Halbsäulen und Brüstungszierde sowie Oculus auf Gebälkimitat im Giebelfeld. Gebäudekanten durch Lisenen und Ziegelziersetzungen hervorgehoben, Traufgesims mit Konsolenfries und neogotische Relieffelder in der Drempelzone. Giebelfeld mit Blendmaßwerk, am Ortgang Konsolgesims. | 32670987 | BW             |
| Beguinenstraße 19 52° 8′ 24″ N, 10° 58′ 9″ O         | Wohnhaus                  | Zweigeschossiges, traufständiges Fachwerkhaus auf verputzten Natursteinsockel unter Satteldach. Achsenmittiger Eingang. Fachwerkgefüge mit verputzter Lehmsteinausfachung. OG vorkragend über profilierten Knaggen, Schwelle mit Inschrift, Füllhölzer mit Kerbschnitt verziert. Brüstungszone mit Andreaskreuzen versteift, Dachgebälk mit Knaggen und Kerbschnitt verziert. Freistehender östlicher Giebelteil in Ziegelpfannenbehang. | 32671142 | BW             |
| Beguinenstraße 20 52° 8′ 23″ N, 10° 58′ 8″ O         | Wohnhaus                  | Dreigeschossiges Fachwerkhaus auf niveauausgleichenden Putzsockel in Rustikaquaderung unter Satteldach in Ziegelpfannendeckung. Im EG außermittige Tordurchfahrt, daneben Haupteingang hinter Freitreppe. Die ersten zwei Geschosse in verputztem Ziegelmauerwerk, Fenster im EG unter Segmentbögen mit Schlussstein, im zweiten OG gekuppelt in geohrter Form. Drittes OG vorkragend in Zierfachwerk, verkröpft mit Erker auf Hahnebalken, in den Brüstungsfächern Winkelhölzer mit Ornament, Seitengefache mit gekreuzten Rauten. Fenster mit Vorhangbögen gestaltet. Rückwärtig schlichter gestaltet, die ersten zwei Geschosse verputzt in Ziegelmauerwerk, das dritte OG in Fachwerk, Ausfachungen verputzt. Giebelseiten in Ziegelpfannenbehang. | 32671161 | BW             |
| Bismarckstraße 10 52° 8′ 12″ N, 10° 58′ 14″ O        | Wohnhaus                  | Zweigeschossiger, unterkellerter und verputzter Ziegelbau auf Natursteinsockel unter Satteldach in Ziegelpfannendeckung auf Drempel, die Südost-Gebäudecke abgerundet und am Dach abgewalmt. Fassade durch Lisenen mit Akathusblattkapitellen gegliedert. Geschosstrennendes Gesims, Fenster im OG in Stuckeinfassung, Drempel mit putzgefassten Rundfenstern und zur Traufe Gesims mit Zahnschnitt. Hofseitig Eingangs-Vorbau unter Satteldach von um 1917–1921. | 32671229 | BW             |
| Bismarckstraße 11 52° 8′ 14″ N, 10° 58′ 15″ O        | Bank                      | Zweigeschossiger, traufständiger und verputzter Ziegelbau auf niveauausgleichendem Naturstein-Kellersockel unter Walmdach in Ziegelpfannendeckung. Anbauten Nord und Süd unter Schopfwalmdach, in abgewalmten Seiten eingeschoben. Portalartiger Hauseingang flankiert von zwei Natursteinsäulen auf Oktogon, Verdachung mit Mittelsegmentbogen, alte Tür im Jugendstil. Fenstergestaltung im EG unter Korbbögen mit abgeschrägten Einfassungen, OG mit scheitrechten Fenstern. Dort auch zwei symmetrisch angeordnete vorkragende Erker in Zierfachwerk unter Glockenhauben. Erker mit verschiedenen Dekorationen. Zwerchhaus kragt über Sichtgebälk hervor, oberen zwei Giebelfelder holzverschalt. Ostseite schlichter gestaltet, Mittelteil risalitartig vorgezogen, unter Schopfwalmdach, davor eingeschossige Auslucht unter Pultdach mit draufgesetztem polygonalem Tambour unter Walmdach. | 32671250 | BW             |
| Büddenstedter Straße 2 52° 8′ 21″ N, 10° 58′ 28″ O   | Wohnhaus                  | Traufständiger, zweigeschossiger Ziegelbau auf verputztem Kellersockel unter Satteldach in Ziegelpfannendeckung. Fassade durch Putzquaderung, Gurtgesims und Ecklisenen gestaltet. Segmentbogenfenster mit Überdachungen, im OG im Brüstungs- und Sturzbereich durch Putzverzierungen hervorgehoben. | 32671406 |                |
| Fabrikstraße 2 52° 8′ 13″ N, 10° 58′ 41″ O           | Wohnhaus                  | Zweigeschossiger, giebelständiger Fachwerkbau auf Naturstein-Kellersockel unter Satteldach. EG in gestrichener Ziegelsichtausfachung. Vorkragendes OG und Giebeldreieck, mit senkrechten Holzbohlenverblendung mit Zierschnitt. Am Südgiebel Kastenerker in Fachwerkkonstruktion sowie Zwillingsfenster. | 32671862 | BW             |
| Fabrikstraße 10 52° 8′ 3″ N, 10° 58′ 28″ O           | Empfangsgebäude           | Zweigeschossiger, im südlichen Risalitteil dreigeschossiger, unterkellerter Massivbau aus Sandsteinquadermauerwerk auf ehemals T-förmigen Grundriss unter Sattel- und Walmdach mit Kniestock. Westflügel mit mittigen Risalitteil unter Walmdach. Gekuppelte Zwillings- und Drillingsfenster unter Rundbögen, am Nord- und Ostgiebel Okuli mit Konsolfries. Südöstlich vom Risalit ein überragender Turm auf Oktogon mit Ziegelziersetzung, auskragendem Traufgesims und flach gedecktem Dach. Ostflügel zweigeschossig mit Rundbogenfenstern, Fassade durch Lisenen gegliedert. Im Norden vorspringender Risalit mit diagonal ausgerichteter Fensterflucht mit Treppenhaus und Eingang. 1857/58 errichtet, 1884 Um – und Erweiterungsbau auf Nordseite, eingeschossiger Anbau für Post. | 32672003 |                |
| Fabrikstraße 12 52° 8′ 15″ N, 10° 58′ 42″ O          | ehem. Dampfmühle          | Dreigeschossiger, unterkellerter und verputzter Massivbau in Natursteinmauerwerk aus zwei großen und rechtwinklig zueinander stehenden Gebäudeflügeln unter Satteldach auf Drempel. Südseitiger Hauptzugang, Fassade durch Ecklisenen, Gurtgesimse und Fenstereinfassungen in roter Ziegelziersetzung hervorgehoben. Fenster unter Segmentbogenstürzen. Nach Norden hin Schirmdach, auf Südseite dreigeschossiger, flachgedeckter Ziegelanbau. | 32672023 | BW             |
| Fabrikstraße 12 52° 8′ 15″ N, 10° 58′ 42″ O          | Mauer                     | Mauer zur Hötensleber Straße. | 32692075 | BW             |
| Heinrich-Jasper-Straße 2 52° 8′ 21″ N, 10° 58′ 15″ O | Wohnhaus                  | Zweigeschossiger, traufständiger Fachwerkbau auf verputzten Natursteinsockel unter Satteldach in Krempziegeldeckung. Fachwerkgefüge mit gekuppelten Ständern und gestrichener Ziegelausfachung im EG, Eckaussteifung mit zweifeldigen Streben und verputzter Ausfachung im OG. | 32672149 | BW             |
| Hötensleber Straße 21 52° 8′ 17″ N, 10° 58′ 37″ O    | Villa                     | Eingeschossiger, unterkellerter und verputzter Massivbau unter Satteldach auf Drempel. Zweigeschossiger Mittelrisalit mit Giebelakroterien, im EG Drillingsfenster mit Pilastern und rundbogigen Verdachungen, vegetabile Ornamente in den Brüstungsfeldern. OG mit gekuppelten Fenstern, von Pilastern eingefasst, Sohlbankgesims und horizontalen Verdachungen. Oberes Giebelfeld mit Oculus. Profiliertes Sockel und Giebelgesims. Zur südlichen Seite polygonaler Söller mit Rundbogenfenstern. Rückseite schlichter gestaltet mit nachträglichen Veränderungen, scheitrechte Durchfensterung, achsenmittiger Zugang hinter Freitreppe mit Hochpodest. | 32673297 | BW             |
| Kesselstraße 22 52° 8′ 21″ N, 10° 57′ 43″ O          | Wohnhaus                  | Zweigeschossiges und traufständiges Fachwerk-Wohnhaus auf verputzten Naturstein-Kellersockel unter Halbwalmdach in Ziegelpfannendeckung. Achsenmittige Eingangstür in gründerzeitlicher Holzeinfassung und zweiflügeliger Holztür, symmetrisches Fachwerkgefüge mit nördlich gestrichener und südlich verputzter Ziegelausfachung, breites profiliertes Traufgesims. Im westlichen Südteil weiterer Zugang mit Vordach. | 32673528 | BW             |
| Marienstraße 3 52° 8′ 1″ N, 10° 58′ 17″ O            | Wohnhaus                  | | 32674099 | BW             |
| Marienstraße 3 52° 8′ 2″ N, 10° 58′ 18″ O            | Einfriedung               | Einfriedung in Form einer Naturwerksteinmauer mit Abdeckplatten als Sockel für die oben eingezapften gusseisernen Zaungitter mit alternierender Sprossenlänge und pfeilförmigen Endstücken. | 32692897 | BW             |
| Niedernstraße 52° 8′ 21″ N, 10° 58′ 7″ O             | Pflasterung               | Süd-, Ost- und Westbereich des Kirchplatzes in Elmkalksteinpflasterung mit rotem Sandsteinplattenweg. | 32693829 | BW             |
| Niedernstraße 52° 8′ 21″ N, 10° 58′ 9″ O             | St. Vinzenz-Kirche        | Dreischiffige, vierjochige spätgotische Hallenkirche, 1429 begonnen und 1460 vollendet mit eingezogenem Fünfzwölftel-Chorschluss und Westturm des 13. Jh., bis zu dessen Front die Seitenschiffe vorgezogen sind. Bruchsteinmauerwerk mit Eckquaderungen in Sand- und Kalkstein. Traufhöhe Strebepfeiler an den Seitenschiffen und dem Chorschluss, Im Chorbereich mit eingelassen Epitaphien und Konsolen. Über einem durchgehenden Gesimsband Spitzbogenfenster. Zur Westseite ein seitlicher Zugang zum Südschiff. Westturm mit Rundfenster mit Buntglasrose im Erdgeschoss, darüber eine Steinplatte mit der Datierung 1695 in einer Kleeblattöffnung. Turmschaft mit Lichtfenstern, gekuppelte Schallarkaden unter Segmentbögen, oberer Abschluss mit einem quergestellten Walmdach mit Uhrenhäuschen. Beschädigungen 1563 und besonders durch den Stadtbrand 1644; bei der anschließenden Wiederherstellung die Pfeiler achteckig verstärkt und spitzbogige Kreuzgratgewölbe mit kräftigen Gurten eingezogen. Im Chor das alte spätgotische Sternengewölbe. Über der Sakristei an der Nordseite des Chors die Fürstenloge. | 32674664 |                |
| Niedernstraße 52° 8′ 21″ N, 10° 58′ 7″ O             | Stützmauer                | | 32690114 | BW             |
| Niedernstraße 2 52° 8′ 20″ N, 10° 58′ 7″ O           | Wohn-/Geschäftshaus       | Dreigeschossiger, traufständiger Fachwerkbau unter Satteldach in Krempziegeldeckung. EG mit Ladeneinbau des 19. Jh. OG in Fachwerk mit gekuppelten Ständern, Fußstreben in den Brüstungsfeldern sowie einer verputzten Ausfachung. | 32674685 | BW             |
| Niedernstraße 3 52° 8′ 20″ N, 10° 58′ 8″ O           | Wohn-/Geschäftshaus       | | 32674702 | BW             |
| Niedernstraße 4 52° 8′ 20″ N, 10° 58′ 8″ O           | Wohn-/Geschäftshaus       | Dreigeschossiges, traufständiges Fachwerkhaus unter Satteldach mit Aufschieblingen. Erdgeschoss mit Ladeneinbau massiv verändert, erstes und zweites OG in Sichtfachwerk mit gekuppelten Ständern und Diagonalstreben als Eckaussteifung, das Gebälk ist verbrettert. | 32674719 | BW             |
| Niedernstraße 5 52° 8′ 20″ N, 10° 58′ 9″ O           | Wohn-/Geschäftshaus       | Zweigeschossiger, traufständiger Fachwerkbau auf Natursteinsockel unter Satteldach in Falzziegeldeckung. EG massiv durch Ladeneinbau verändert, Fachwerk teilweise stockwerksweise abgebunden, Obergeschoss über geschnitztem Gebälk vorkragend, durchlaufende Brustriegel und Andreaskreuze. Am Dach leicht außermittiger Ladeerker. massiv durch Ladeneinbau verändert, Fachwerk teilweise stockwerksweise abgebunden. | 32674736 |                |
| Niedernstraße 7 52° 8′ 20″ N, 10° 58′ 10″ O          | Wohn-/Geschäftshaus       | Zweigeschossiger im OG verputzter Ziegelbau auf Natursteinsockel unter Walmdach in Krempziegeldeckung. Im EG Ladeneinbau mit großen Schaufenstern unter Korbbögen mit unterteilenden Pfeilern mit Kapitell, über den Stützen acht Portraitreliefköpfe, Mauerwerksverblendung in Naturstein in Rustikaform. Geschosstrennendes Gurtgesims in Naturstein. Achsenmittiger zweieinhalbgeschossiger polygonaler Konsolerker unter Glockendach, teils in Naturstein und teils in Schieferbehang, über dem ersten OG reich verzierte Schwelle mit vier Grotesken als Hochreliefs. Fenster in teilweise bunter Bleiverglasung. Zwei Zwerchhäuser in Zierfachwerk mit Fächerrosetten und vorkragenden Gebälk, darin Drillingsfenster mit profilierten Teilungssäulchen. Zur Südseite Halbkreisturm in verputztem Ziegelmauerwerk unter Glockendach in Schieferbehang. Fenster tw. unter Rundbögen darüber Bogenfries. Zur Westhälfte Risalit in Zierfachwerk, flankiert von Schleppgauben, darüber Fledermausgauben. | 32674753 |                |
| Niedernstraße 34 52° 8′ 20″ N, 10° 58′ 21″ O         | Wohnhaus                  | Zweigeschossiger, verputzter Ziegelbau, unterkellert, auf Naturstein-Blendsockel unter Satteldach in Krempziegeldeckung. Sohlbank-, Gurt- und Traufgesims in profilierter Putzausformung. Hauseingang mit Freitreppe mit gusseisernem Geländer, Sturzfeld mit Putzzierrat. Im westlichen Teil Portaleinfahrt mit Korbbogen und Natursteinimitation in Fugenschnitt. | 32674789 | BW             |
| Niedernstraße 47 52° 8′ 21″ N, 10° 58′ 11″ O         | Pfarrhaus                 | Zweigeschossiger Ziegelbau auf Naturstein-Kellersockel unter Walmdach. Leicht außermittiger Eingang hinter Freitreppe mit Hochpodest. Fenster unter Segmentbögen, teils schmaler ausgebildet, im OG Blendwerke mit Konsolfries. Westlich ein Emblem im Vierpass mit Inschriftenplatte. Traufgesims ebenfalls mit Konsolfries. Zur Südseite ein dreigeschossiger Mittelrisalit, im zweiten OG Drillingsfenster mit Spitzbögen. | 32674910 | BW             |
| Ostendorf 6 52° 8′ 16″ N, 10° 58′ 26″ O              | Wohnhaus                  | Zweigeschossiger, traufständiger Fachwerkbau auf Natursteinsockel unter Satteldach in Ziegelpfannendeckung. Außermittiges Zwerchhaus unter Flachdach, seitlich mit Ziegelbehang und kleinen Dachhaus. Hauszugang vom Nordwesten aus. | 32674997 | BW             |
| Ostendorf 7 52° 8′ 16″ N, 10° 58′ 27″ O              | Ehem. Wassermühle         | Zweigeschossiger, traufständiger Fachwerkbau auf Natursteinsockel unter nach Osten abgewalmten Satteldach. Fachwerkgefüge mit gekuppelten Ständern sowie zweifeldigen Streben mit verputzter Ziegelausfachung. Achsenmittiger Hauseingang auf Nordseite. Ehemalige Wassermühle vor 1547 errichtet, 1854 neues Wohnhaus. | 32675014 | BW             |
| Ostendorf 10 / 11 52° 8′ 17″ N, 10° 58′ 26″ O        | Wohnhaus                  | Zweigeschossiger Fachwerkbauten auf gestrichenen Natursteinsockel unter Satteldach. Westgiebel mit Ziegelbehang. Symmetrisches Fachwerkgefüge mit gekuppelten Ständern und verputzter Ausfachung. Südliche Hauptzugänge hinter Freitreppe. | 32675031 | BW             |
| Ostendorf 14 52° 8′ 18″ N, 10° 58′ 24″ O             | Wohnhaus                  | Zweigeschossiger, traufständiger Fachwerkbau auf gestrichenem Natursteinsockel unter Satteldach. Achsenmittiger Hauseingang hinter Freitreppe, symmetrisches Fachwerkgefüge mit gekuppelten Ständern, zweifeldigen Streben und gestrichener Ziegelausfachung. Westgiebel mit Behang, Gebälkzone des OGs gesimsartig verschalt. | 32675050 | BW             |
| Pulvergasse 19 52° 8′ 16″ N, 10° 58′ 31″ O           | Wohnhaus                  | Zweigeschossiger, traufständiger Fachwerkbau auf Natursteinsockel unter Schopfwalmdach in Krempziegeldeckung. Außermittiger südlicher Hauptzugang, Fachwerkgefüge im Erdgeschoss mit gekuppelten Ständern. Über dem als Gesimsprofil ausgestaltetem Gebälk vorkragendes OG mit Andreaskreuzen und Rautenmustern in den Brüstungsbereichen. Originär verputzte Lehmsteinausfachung. | 32675154 | BW             |
| Salinentrift 36 52° 7′ 56″ N, 10° 57′ 53″ O          | Wohnhaus                  | Zweigeschossiger Fachwerkbau auf Bruchsteinsockel unter Walmdach in Ziegelpfannendeckung. Zur Nordost-Seite achsenmittiger Zugang über Mittelrisalit, im Eingangsbereich breiter gelagert, im OG und Zwerchhaus mit gekuppelten Fenstern. Im Türsturz inschriftliche Datierung „1785“. Fassade vollständig mit horizontal gelagerten Holzbeschlag verschalt, im Giebeldreieck vertikal mit Zierschnitt, Gebäudeecken durch Lisenen hervorgehoben. Fenster in profilierter Holzeinfassungen. Gauben sowie rückwärtiger Söller modern. | 32675173 | BW             |
| Salinentrift 36 52° 7′ 55″ N, 10° 57′ 52″ O          | Park                      | Das Wohnhaus umgebende Parkgelände mit altem Baumbestand sowie einem südlich gelagerten Teich. | 32691458 | BW             |
| Salinenweg 2 52° 8′ 11″ N, 10° 57′ 58″ O             | Wohnhaus                  | Im Gartenbereich freistehender, eingeschossiger und unterkellerter Ziegelbau auf Natursteinsockel unter Satteldach in Biberschwanzdoppeldeckung. Ausgebautes DG und eine mit Fenstern versehene Drempelzone. Profilierte und überdachte Fenstereinfassungen, gekuppelte Fenster mit Sohlbankgesimsen. Zum Osten hin vorkragender Mittelrisalit, Rückwärtig leicht außermittiger Querflügel. Nördlich Windfang mit Treppenaufgang. | 32675669 | BW             |
| Salinenweg 4 52° 8′ 8″ N, 10° 58′ 0″ O               | Wohnhaus                  | | 32675705 | BW             |
| Salinenweg 4 52° 8′ 9″ N, 10° 58′ 0″ O               | Einfriedung               | Straßenseitige Einfriedungsmauer aus bossierten Naturstein-Mauersteinen in kastellartigen Formen. | 32692963 | BW             |
| Salzstraße 4 52° 8′ 18″ N, 10° 57′ 58″ O             | Wohnhaus                  | Zweigeschossiger, traufständiger Fachwerkbau auf verputztem Natursteinsockel unter Satteldach in Krempziegeldeckung mit Aufschieblingen. Östliches OG leicht vorkragend mit Andreaskreuzen in den Brüstungsgefachen, Gebälk mit Inschrift, leicht außermittiger Zugang hinter Freitreppe. | 32675759 |                |
| Salzstraße 6 52° 8′ 17″ N, 10° 57′ 58″ O             | Wohn-/Geschäftshaus       | Zweigeschossiges, traufständiges Haus auf verputztem Natursteinsockel unter Satteldach mit Drempel und Eckkonsolen. Im EG Zugänge und Schaufenster zwischen rustizierter Pfeilerstellung, Geschossstirn und Brüstungsbereich als Architrave ausgestaltet mit geschosstrennendem Gesims. Im OG vertiefte Profilfelder mit Pilastern, darin Fenster mit profilierter geohrter Einfassung und von Karytidhermen geteilt. | 32675782 |                |
| Salzstraße 8 52° 8′ 17″ N, 10° 57′ 57″ O             | Wohnhaus                  | Zweigeschossiges, traufständiges Fachwerkhaus auf hohen verputzten Natursteinsockel unter Satteldach. Achsenmittiger Zugang, Fachwerk im EG mit gekuppelten Ständern, OG über vorkragendem Gebälk, dort profilierte Balkenköpfe sowie in Perlschnur-Kerbschnitt ausgestalteten Füllhölzer teils erhalten und farbig gefasst. Schwellbalken mit Inschrift „verbum domini manet in eternum. Anno domini 1568“ sowie einem Tiefrelief mit Löwendarstellung. Fenster in profilierter Einfassung, Dachüberstand über sichtbaren Balkenenden. | 32675802 |                |
| Salzstraße 13 52° 8′ 15″ N, 10° 57′ 57″ O            | Wohnhaus                  | Zweigeschossiges, traufständiges Wohnhaus auf verputzten Naturstein-Kellersockel unter Satteldach in Krempziegeldeckung. Fachwerkgefüge mit gestrichener Ziegelausfachung, gebogene Seitenstreben, profilierte Fenstereinfassungen sowie Gebälkverblendung. Östlicher Hauptzugang hinter Freitreppe. | 32675821 |                |
| Salzstraße 18 52° 8′ 16″ N, 10° 57′ 58″ O            | Wohnhaus                  | Zweigeschossiger, traufständiger Eichenfachwerkbau auf gestrichenem Natursteinsockel unter Satteldach mit Aufschieblingen. Sockel teils mit Ziegelsteinen ersetzt, leicht außermittiger Zugang mit Tür aus dem 19. Jh., über Türsturz der alte Sturz mit Eselsrücken sowie Inschrift mit Datierung „1646“. OG vorkragend über in Schiffskehlen gefastem Gebälk, das Traufgebälk ebenso gestaltet, in den Brüstungsgefachen Fußstrebenpaare. Rückwärtig zweigeschossiger Fachwerkanbau giebelseitig, EG teilmassiv ersetzt, OG zur Südseite hin ebenso vorkragend. Satteldach mit niedrigerer Firsthöhe. | 32675907 | BW             |
| Salzstraße 21 52° 8′ 17″ N, 10° 57′ 58″ O            | Wohn-/ Wirtschaftsgebäude | Dreigeschossiger und traufständiger Fachwerkbau auf verputztem Sockel unter steilem Satteldach in Ziegelpfannendeckung, zur Nordseite abgewalmt. Die ersten zwei Geschosse in Geschossbauweise errichtet, drittes OG vorkragend. West- und Südfassade vollständig mit Bitumenpappe verkleidet, Traufe auf Knaggen. Ostseite mit Schiffskehlen und Knaggen durch jüngere Anbauten verdeckt. Im südlichen Gebäudeteil Hofeinfahrt. | 32675926 | BW             |
| Salzstraße 23 52° 8′ 18″ N, 10° 57′ 59″ O            | Wohnhaus                  | | 32669393 |                |
| Schäfertor 1 52° 8′ 25″ N, 10° 57′ 36″ O             | Landarbeiterwohnhaus      | Traufständiger langgezogener und zweigeschossiger Kalksteinbau unter Schopfwalmdach in Betonpfannendeckung, unterkellert. Fensterbänke aus massiven Werkstein, westliche Fassade geht im EG in Toreinfriedung mit Abdeckplatten über. Zugang über Ost- bzw. Hofseite. | 32676030 | BW             |
| Schäfertor 7 52° 8′ 24″ N, 10° 57′ 35″ O             | ehem. Probsteihaus        | | 32675281 |                |
| Schulstraße 7 52° 8′ 13″ N, 10° 58′ 6″ O             | Schule                    | ehemalige Realschule von 1903 | 32675319 |                |
| Schulstraße 7 52° 8′ 13″ N, 10° 58′ 5″ O             | Einfriedung               | | 32691990 | BW             |
| Schützenbahn 5 52° 8′ 12″ N, 10° 58′ 3″ O            | Wohnhaus                  | | 32675457 |                |
| Schützenbahn 9 52° 8′ 11″ N, 10° 58′ 8″ O            | Schule                    | Schulgebäude mit einem zentralen giebelständigen Längsflügel sowie je einem traufständigen Kopfanbau an der Nord- und Südseite. Zweigeschossiger, unterkellerter und verputzter Ziegelbau auf Natursteinsockel unter Satteldach in Krempziegeldeckung, mit sechs Dachhäuschen mit Schieferbehang zur Ostseite und mittigen Dachreiter, die Kopfbauten unter Mansardenwalmdächern. | 32675477 |                |
| Schützenbahn 12 52° 8′ 11″ N, 10° 58′ 13″ O          | Wohnhaus                  | Zweigeschossiger und traufständiger Fachwerkbau auf Naturstein-Kellersockel unter Satteldächern mit Drempel. Nordfassade mit risalitartig hervorgehobenen Gebäudeflanken, dort im EG ein Hauptzugang hinter Freitreppe sowie Toreinfahrt. Fachwerkgefüge mit Andreaskreuzen als Seitenverstrebungen und in den Brüstungsbereichen, Zwerchgiebel durch gekuppelte Fenster und Freigespärre hervorgehoben. OG vorkragend über als Profilbänder ausgestaltetem Gebälk. | 32675513 |                |
| Schüzenbahn 13 52° 8′ 11″ N, 10° 58′ 14″ O           | Wohnhaus                  | Freistehender, eingeschossiger Ziegelbau auf Naturstein-Kellersockel unter Satteldach, im Süden Pultdach. Im Norden achsenmittiger turmartiger zweigeschossiger Risalit unter Zeltdach, hervorgehoben durch Einfassung mit Lisenen, Gebälk und Obelisken im EG, Balustraden in den Brüstungen im OG. Übrige Fenstereinfassungen im Stile der Neorenaissance. Hoher Drempel mit Fenstern unter Segmentbögen, darüber Traufgesims auf reichen Stuckkonsolen. Am Westgiebel eingeschossiger Eingangsvorbau in Fachwerk. | 32675531 | BW             |
| Schützenbahn 22 52° 8′ 12″ N, 10° 58′ 15″ O          | Postamt                   | Zweigeschossiger Ziegelbau auf Naturstein-Kellersockel unter Walmdach in Ziegelpfannendeckung. Zur West und Ostseite mit außermittigen Risalit mit Zwerchhaus mit gekuppelten Fenstern, von Säulen unterteilt, und westlich Balkon im OG. Rundbogenfenster mit Stuck-Überdachungen, unter der Traufe Rundbogenfries. Zum Südgiebel ein Mittelrisalit mit überdachten Hauptzugang hinter zweiläufiger Treppe. An Ostseite außermittiger Eingang sowie moderne Laderampe. | 32675551 |                |
| Singplatzweg 52° 8′ 51″ N, 10° 56′ 53″ O             | Gasthaus                  | Traufständiges Gasthaus, weit zurückgesetzt zum Singplatzweg. Zweigeschossiger villenartiger Bau auf Natursteinsockel mit EG in Ziegelmauerwerk und OG in Fachwerk unter Mansardwalmdach. Zur Ostseite außermittiger Risalit, zur Südseite polygonaler Erker, beide mit Zwerchhäusern mit Freigespärre. Im EG mehrbahnige Fenster in Segmentbogeneinfassung. Vorkragendes OG in reichem Zierfachwerk, Südostecke mit Eckerker unter schiefergedeckten Pyramidendach. 1901 durch nördlichen Saalanbau erweitert, 1952 folgten Um- und Neubauten. | 32675571 | Weitere Bilder |
| Steintor 3 52° 8′ 19″ N, 10° 57′ 29″ O               | Wohnhaus                  | Zweigeschossiger verputzter Natursteinbau auf Natursteinsockel unter Schopfwalmdach. Südlicher leicht außermittiger Haupteingang, Fenstergefüge teils mit gekuppelten Fenstern, breites geschosstrennendes Gurtgesims. Über dem Eingang Kartusche mit Inschrift und Datierung „1738“. Giebelfelder in Ziegelpfannenbehang, im Westen erstes OG überlappend. Im Nordosten eingeschossiger Wohnhausanbau unter Schleppdach. | 32676049 |                |
| Stephanigasse 52° 8′ 19″ N, 10° 57′ 34″ O            | Mauer                     | Mauer aus Bruchsteinmauerwerk entlang der Stephanigasse zum Steintor hin. | 32676068 | BW             |
| 52° 8′ 26″ N, 10° 58′ 6″ O                           | Stadtmauer                | Stadtmauerverlauf zwischen Neuetor, Heinrich-Jasper-Straße, Plan, Niedernstraße und Emil-Sader-Straße. Bis zu 3 Meter hohe Mauer aus Kalksteinmauerwerk, zum Neuetor mit Inschriftentafel. | 32670204 | BW             |
| Wallstraße 26 52° 8′ 15″ N, 10° 58′ 2″ O             | Schulgebäude              | | 32676310 |                |
| Wellmannstraße 3 – 6 52° 8′ 18″ N, 10° 58′ 24″ O     | Reihenhaus                | | 32676549 | BW             |
| Wöbecker Straße 52° 8′ 8″ N, 10° 56′ 35″ O           | Galgenberg                | | 32670276 | BW             |